# Армянский национальный костюм
Армя́нский национа́льный костю́м или армянский тара́з (арм. Հայկական տարազ) — традиционная одежда армянского народа.
Армянская национальная одежда, пройдя многовековой путь развития, уже в начале XIX века была устойчивым комплексом. Фрагментарный материал о древней армянской одежде содержат археологические артефакты, труды армянских историографов, средневековые миниатюры, архитектурные и надгробные памятники и прочие источники.

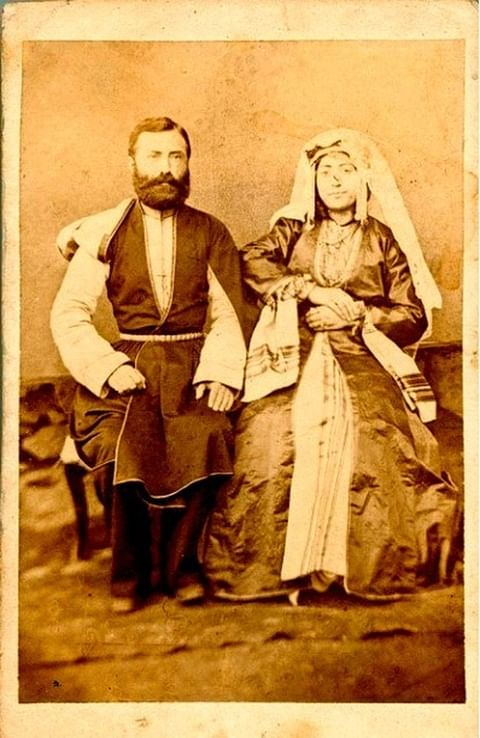
Восточноармянский костюм XIX века.

Многообразие этнографических групп армян нашло отражение в народной одежде: в целом, по покрою, общему силуэту, цветовой гамме, способах и технике декорирования прослеживаются два основных комплекса: восточноармянский и западноармянский.
В мужской одежде основные комплексы различаются своим общим силуэтом:
1. условно выделяемый длиннополый (чуха-архалух в сочетании с папахой), распространённый в большинстве областей Восточной Армении и близкий аналогичной одежде народов остального Кавказа.
2. укороченный (с коротким — до талии — верхом и очень широкими шароварами) западноармянский.

## Мужская одежда

### Восточноармянский комплекс

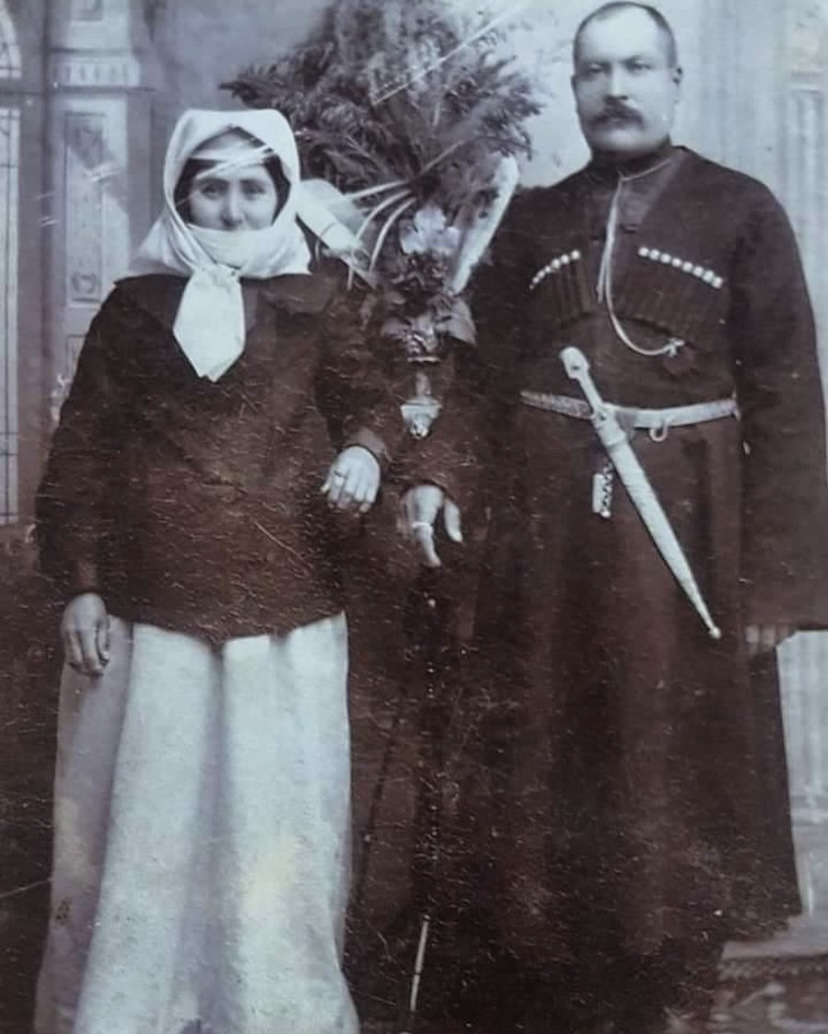
Армяне из Араратской долины, XIX век

Основу нательной мужской одежды армян Восточной Армении составляли нижняя рубаха и штаны. Их шили из домотканого холста (в начале XX века — из покупной фабричной бязи) дома сами женщины, сначала вручную, а с конца XIX века на машинках. На смену им пришло фабричное городское бельё. Наиболее распространённой была традиционная туникообразная мужская рубаха — шапик (арм. Շապիկ) из двух полотнищ. В конце XIX-начале XX века в ряде регионов (Вайоц-Дзор, Тавуш и др.) носили рубаху более древнего типа, скроенную из одного полотнища ткани с перекидным плечом и прямой проймой.
В армянской семье на одежду мужчин, в особенности главы дома, обращалось особое внимание, поскольку по внешнему виду мужчины судили о семье в целом.

#### Поясная одежда
Мужские нательные штаны — вартик (арм. Վարտիկ; также воташор, тумбан или похан) отличались от женских тем, что не имели внизу у щиколотки накладной декоративной каймы; штанины их заправляли в вязаные носки и обмотки. Примечательной деталью нательных, а также и верхних штанов был очкур — ходжан. Его вязали либо сплетали из хлопчатобумажных или шерстяных ниток в виде шнура с разноцветными кисточками на концах. Хонджан продевали через вздержку, концы его вместе с кисточками после завязывания штанов свешивались вниз. В конце XIX — начале XX века шапик и вартик традиционного покроя носили в Армении мужчины всех возрастов, начиная с маленьких мальчиков и заканчивая стариками. Нательная одежда устойчиво сохранялась в быту армян вплоть до середины XX века. Даже в 1930-е годы она полностью не вытеснилась фабричным покупным бельём.
Поверх нательных штанов надевали шаровары — шалвар (арм. Շալվար). Их шили из домотканой грубошёрстной ткани, окрашенной в чёрный, реже — тёмно-синий или коричневый цвета из той же ткани, что и чуха. По покрою они сходны с нательными штанами и на поясе также держались за счёт хонджана. В начале XX века на смену традиционным грубошёрстными шароварам постепенно начали входить в употребление брюки с застёжкой на пуговицах, а также брюки европейского образца (прямые и брюки-галифе), носимые вместе с кожаным ремнём.

#### Верхняя одежда

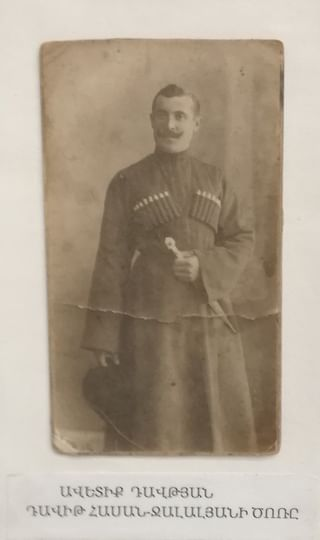
Армянин из Арцаха

Основу верхней плечевой одежды в Восточной Армении составляли архалук и чуха. Одежда типа архалуха имеет у армян многовековую традицию, о чём свидетельствуют изображения на надгробных плитах и в средневековых миниатюрах.

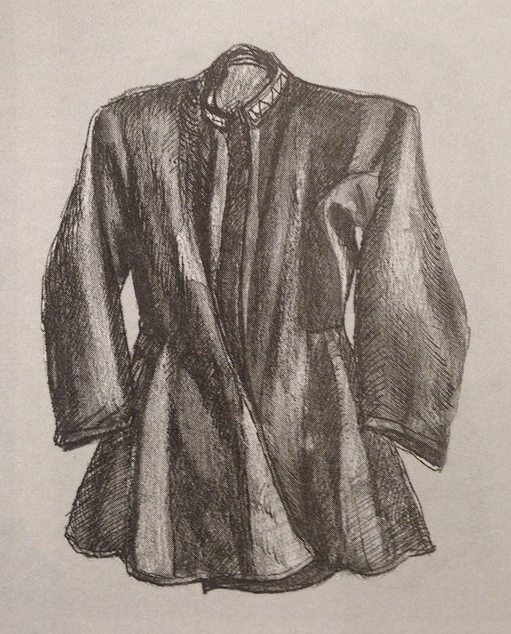
Мужской архалук. Лори. Конец XIX в.

В XIX — начале XX века архалук в Восточной Армении был распространён повсеместно: его носило всё мужское население, начиная с мальчиков 10-12 лет. Шили архалук из покупных тканей (сатина, ластика, ситца, шали), чёрного, синего, коричневого тонов, на подкладке. По покрою это — распашная одежда до колен с цельнокроенными передними полочками и отрезной приталенной спинкой, которая в талии собиралась в сборку либо пришивалась из нескольких клиньев. Простроченный вместе с прокладкой сверху донизу рядом вертикальных швов, архалук от воротника до талии застёгивался встык на ряд крючков. Украшением его служила тесьма-галун в тон основной материи, которой обшивали воротник, разрез груди, края подола и рукавов. В состоятельных семьях, как, например, в купеческой среде Еревана, наряду с тесьмой использовали шёлковый шнур.
Способом застёжки отличался двубортный дощов архалук, глубокий запах которого на левой стороне груди застёгивался на пуговицы, а нередко симметрично пришитый ряд пуговиц справа создавал впечатление двубортной одежды. Ареал его распространения был довольно ограничен: он считался дорогостоящей одеждой, которую, как правило, носила молодёжь и мужчины среднего возраста.

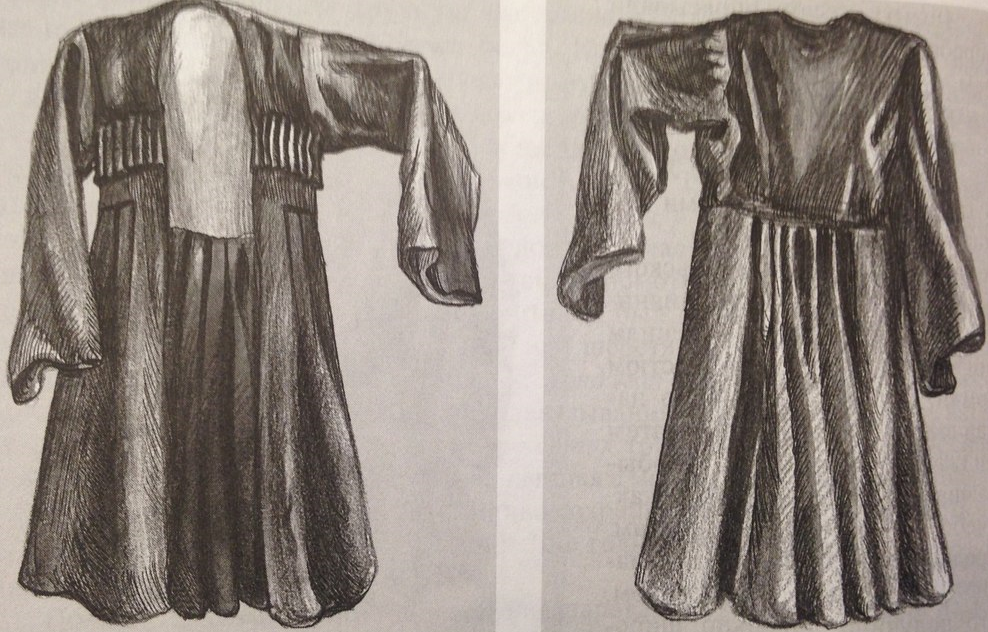
Домотканая чуха. Иджеван (Тавуш).XIX в.

Архалук обычно опоясывали серебряным поясом, реже ремнём или же кожаным поясом с накладными серебряными пуговицами. В конце XIX—XX века в связи со значительными социально-экономическими изменениями в жизни сельского общества, а также под влиянием городской моды изменениям подвергся и мужской костюм армян. Архалук постепенно начал вытесняться блузой, а затем пиджаком. Молодёжь, побывавшая в городе на заработках, учёбе и по другим поводам, предпочитала на городской манер носить блузу с пиджаком, что получило довольно широкое распространение уже в 1930-е годы. Поверх архалуха надевалась чуха. Само сочетаниям чуха-архалук было настолько укоренившимся, что осознавалось как традиционная народная одежда в отличие от одежды городского типа.

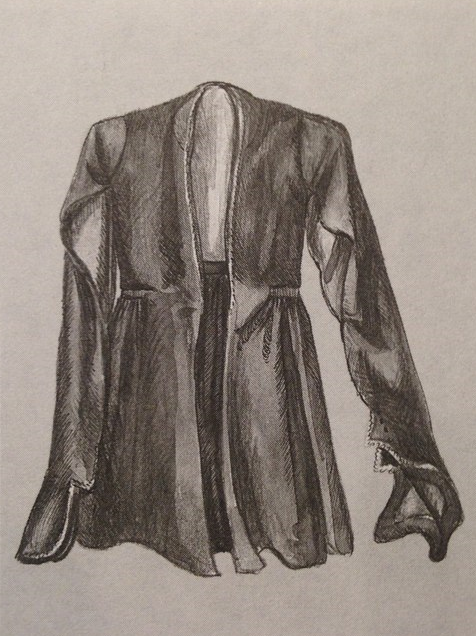
Чуха с прорезными рукавами. Шуша. XIX в.

При ряде сходных черт с архалухом, чуха имела более широкое функциональное назначение. Как верхняя одежда служила не только тёплой одеждой (пальто в современном его понимании), но и являлась одеждой на выход. На большинстве старинных фотографий XIX-начала XX века чаще всего встречаются снимки армян именно в чухе. Она считалась обязательным элементом костюма жениха; даже если жених был из неимущей семьи, её брали у родственников или соседей. Право ношения чухи символизировало собой определённый социально-возрастной статус: как правило, её носили с совершеннолетнего возраста (с 15-20 лет).
В конце XIX века чуху часто шили из домотканой грубой шерсти, окрашенной в большей части в чёрный, а также тёмно-синий, коричневый тона, длиною до колен, с зашитыми по всей длине рукавами либо с небольшим разрезом у запястья. С распространением фабричных тканей чуху начали шить и из более дорогостоящего сукна, опять же тёмных тонов, но несколько короче, чем домотканую. Верхнюю часть — грудь, спину и рукава — шили на подкладке. Нередко с обеих сторон на груди нашивали декоративные газырницы. По покрою чуха, как и архалух — распашная одежда с отрезной спинкой. В талии она собрана в сборку и плотно подогнана по фигуре.

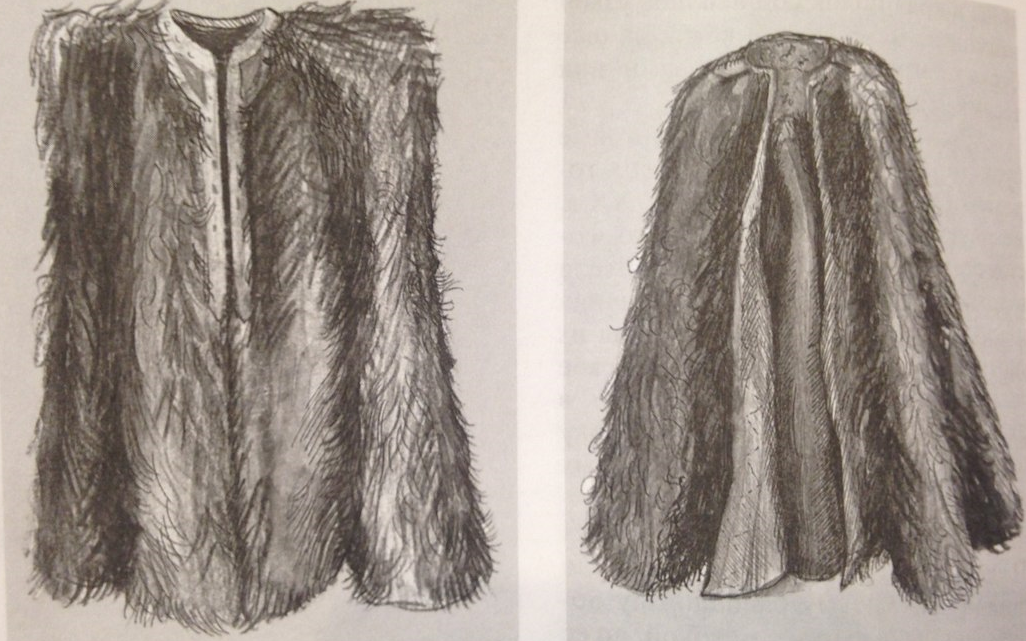
Меховые бурки. Апаран. Ереван. Середина XIX в.

Другой разновидностью была чуха с прорезами, не зашитыми по всей длине рукавами, выполнявшими скорее декоративную функцию, что характерно для чухи или черкески фаюричного производства. Шили её из тонкого сукна, с шёлковой контрастной подкладкой (зелёного, синего, голубого тонов), вырезы обшивали тесьмой, нередко позолоченным шнуром, в наиболее состоятельных семьях — бархатной каймой.
Её носили лишь состоятельные лица в городской купеческой и торгово-ремесленной среде в Ереване, Шуше, Александрополе, Тифлисе и других городах. Поэтому даже в конце XIX-начале XX века, в отличие от домотканой чухи, значительного распространения в быту армян не имел. В первой четверти XX века чуха постепенно была вытеснена одеждой городского покроя и к 1920—1930 годам оставалась лишь единично, а вскоре окончательно вышла из употребления.
Поверх чухи одевали муштак или бурку, а позже как городское влияние — пальто, шинель, телогрейку. Овчинную шубу — курк или муштак как одежду очень дорогую носили зажиточные лица, в основном старшего поколения. На пошив одной шубы расходовали в среднем шкуры шести-семи овец. Распашная овчинная шуба была цельнокроенной в спине, либо отрезной в талии, шилась мехом внутрь (по принципу современной дублёнки) длиной до колен или щиколоток, с большим воротником и длинными прямыми рукавами и с обеих сторон карманами изнутри. Спереди от воротника до талии она застегивалась на крючки. Её надевали зимой поверх чухи.

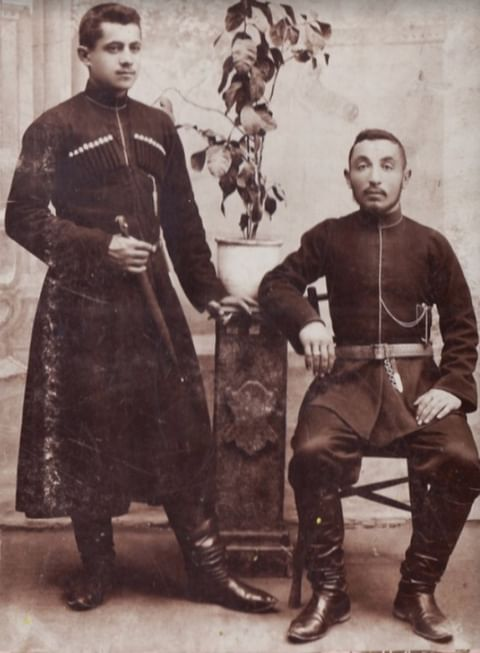
Армяне из Александрополя (Гюмри)

Бурка (арм. այծենակաճ, айценакач) была единственной накидной одеждой в традиционном костюме армян. Армяне носили бурку двух видов: меховую и войлочную. Меховую бурку изготавливали из козьей шерсти, мехом наружу, используя для этого длинноворсовый мех. Войлочную бурку, а в некоторых районах — меховую (Лори)носили пастухи. Она имела сильно торчащие прямоугольные плечи, придающие ей вид трапеции, широкой в плечах и резко суживающейся книзу. Верхнюю часть войлочной бурки — спину и грудь — шили на подкладке. Нередко её дополнением являлся башлик. Бурка служила также дорожной одеждой: она не только защищала в непогоду, но при необходимости могла служить ещё и постелью (плащ-палаткой в современном понимании). Подобное употребление войлочной бурки было характерно не только для армян, но и всех без исключения народов Кавказа.
В мужской комплекс одежды входил также кожаный пояс, который одевали поверх архалуха. Кожаный пояс имел серебряную пряжку и накладные, гравированные растительным орнаментом украшения.
В качестве теплой одежды у мужчин была длинная (ниже колен), сшитая из шерстяной ткани чёрного или тёмно-синего цвета, со стоячим воротником чоха. Спереди чоха была прямой и застегивалась тремя пуговицами с помощью петель из тесьмы. К нагрудной части чохи пришивали патронницы (пампштакал). Чоха подпоясывалась узким матерчатым, чаще кожаным ремнём, а позднее (с конца XIX в.) нередко и наборным серебряным поясом с высокой пряжкой.
Свадебная одежда у мужчин, которая была одновременно и праздничной, отличалась тем, что архалух был сшит из более дорогой ткани, чоха и шнурки обуви были красного цвета (этот цвет считался оберегом), а пояс -серебряный, который они получали во время венчания от родителей невесты.
Данный тип одежды карабахских мужчин был распространён и у других восточных армян, в частности в Сюнике, Гохтне, а также в Лори..

#### Головной убор
Обычным головным убором армян была меховая шапка — папа́х (арм. փափախ), сшитая из овечьих шкур, имеющая по форме локальные различия. В Лори предпочитали носить широкий, низкий и пышный папах, в Сюнике — более узкую и высокую, из менее длинношёрстного меха, армянские кинто — мелкие разносчики в Тифлисе — чёрные конусообразные папахи с красным шёлковым остриём наверху
. Наиболее дорогой и престижной считалась каракулевая бухари из шерсти овец бухарской породы, которую носили представители состоятельных слоёв, особенно в городах. В городах в комплекте с чухой с откидными рукавами носили очень высокие, близкие к цилиндрической форме, шапки. Головной убор и шапка, в частности, являлись олицетворением чести и достоинства армянского мужчины. Бросить его папаху на землю было равносильно его позору и бесчестью. Согласно традиционному этикету, в определённых ситуациях, мужчине полагалось снять шапку: при входе в церковь, во время похорон, при встреч с высокочтимыми и уважаемыми людьми и т. д..

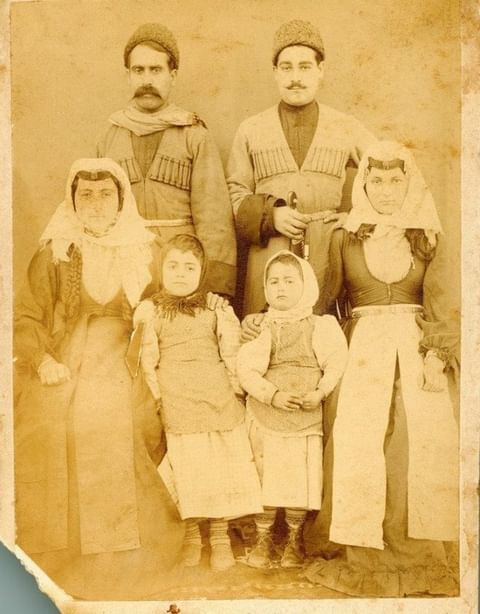
Армянские мужчины в папахах из Тавуша

### Западноармянский комплекс
Традиционная одежда армян Западной Армении в основе своей была распашной и, несмотря на региональные различия, имела общий схожий силуэт, яркую цветовую гамму и отличалась красочностью и обилием вышивки.

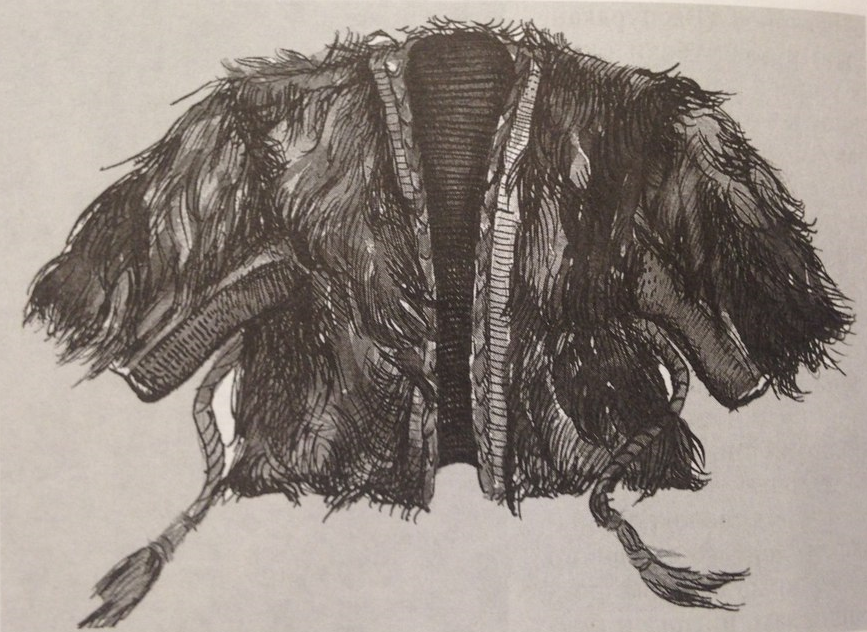
Казахик — мужская верхняя короткая меховая одежда. Харберд. XIX в.

Мужская нательная одежда имела сходный с восточноармянским покрой. Однако нательная рубаха отличалась боковым разрезом ворота. Нательные штаны — вартик, кроились без шагового клина, но с широкой вставной полосой ткани, в результате чего нередко ширина таких штанов практически равнялась их длине (так называемые штаны с широким шагом). Они, как и верхние шалвар, также были на очкуре — хонджан из шерстяных разноцветных скрученных ниток.
В зависимости от региона, обшлага штанин, боковые швы, а также карман окаймлялись толстой кручёной чёрной шёлковой нитью (Малая Армения), расшивались шерстяными нитками, цветными бусинками, обшивались золотыми или чёрными шёлковыми нитями (Киликия). Подобные широкие штаны носили в советской Армении переселенцы из Западной Армении (Сасун) и выходцы из Ирана (Маку).

#### Верхняя одежда

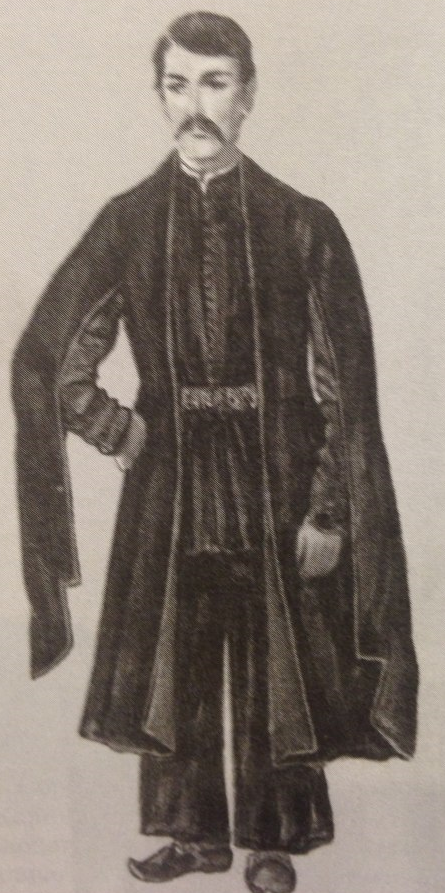
Западноармянский мужской комплекс с верхней одеждой джуппа. Карин, Ахалцих. XIX в.

Ворот и длинные рукава верхней рубахи ишлик — расшивались геометрическими узорами из красных ниток. В ряде регионов (Васпуракан, Туруберан) рукав рубахи оканчивался у кисти длинным висячим пришитым куском — джалахик. На рубаху надевали род жилета, елак (елек) с открытой грудью, из-под которого хорошо была видна расшитая грудь рубахи. Подобный жилет был характерным компонентом традиционного мужского костюма только Западной Армении.
Сверху на жилет надевали короткую, до талии, и открытую спереди шерстяную куртку — бачкон, салта с цельнокроенныи рукавами, нередко стёганую. «Полагалось красиво, даже роскошно расшивать и елак, и бачкон, и даже шаровары, в особенности у молодёжи. Зажиточные армяне выбирали самое тонкое, в особенности шатахское сукно, большей частью домашнего и местного ремесленного производства, причём старались все части костюма сшить из одной ткани».

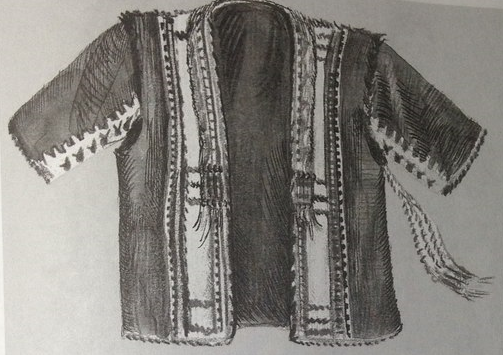
Аба — мужская верхняя короткая войлочная одежда. Васпуракан, Шатах.XIX в.

Поверх надевали короткую (до талии) распашную одежду с короткими рукавами — казахик из козьего меха или войлочную аба. Козью курточку, обшитую по краям тесьмой и с пучками меха на плечах, носили в основном зажиточные сельчане.
Верхней тёплой одеждой служила также длинная прямая джуппа. В более состоятельных семьях она была стёганой и на подкладке. Её предпочитали носить мужчины зрелого возраста. Зимой в некоторых, преимущественно горных регионах (Сасун), носили и широкие шубы из дублёной овчины, без пояса.
Пояс как непременная часть мужского костюма в большинстве регионов Западной Армении отличался своеобразием. Цветной узорчатый пояс был «скорее повязкой вокруг талии. Длинная, широкая шаль, вязаная или тканая, сложённая по ширине в несколько слоев, два раза и более обматывалась вокруг талии. Глубокие складки пояса служили своего рода карманами для платка, кисета, кошелька. За такой пояс можно было заткнуть и длинную трубку, и нож с ручкой, при нужде и кинжал».
Серебряный пояс был принадлежностью городского костюма, его носили в Карине, Карсе, Ване и других центрах высокоразвитого ремесленного производства. У горожан, ремесленников, состоятельных крестьян пояса набирались из массивных серебряных блях.

#### Головной убор

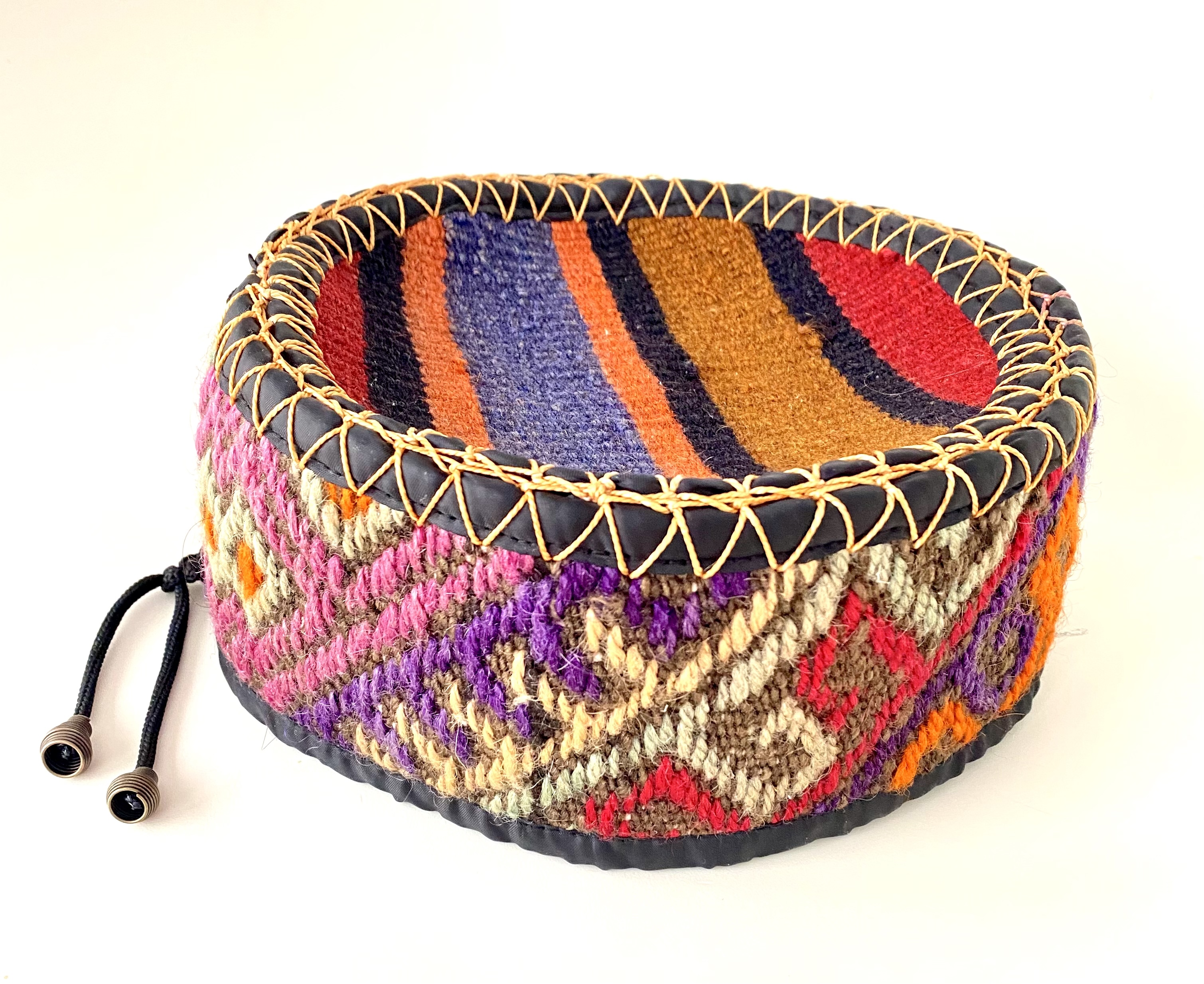
Арахчи, XXI в.

Головным убором в Западной Армении были шапки различной формы (полусферические, конусообразные): войлочные, шерстяные вязаные и тканые, которые обычно носили в дополнении с платком. По материалу изготовления, стилистике и цветовой гамме орнамента они имели региональные различия. Широко была распространена войлочная белая конусообразная шапка — колоз с остроконечным или округлым верхом.
Широко распространённый арахчи представлял собой усечённый конус (15-20 см высотой), вязаный из шерсти или вышитый у холостой молодёжи разноцветными шерстяными нитка, с преобладанием красного цвета. У женатых он орнаментирован не был, и арахчи носили, обвязав головным платком. Способ ношения этого традиционного головного убора был маркером брачного состояния его владельца, подобно тому, как в Восточной Армении право ношения чухи принадлежало женатому мужчине. Шапки из шерстяной и хлопчатобумажной ткани с круглой чёрной или коричневой теменной частью, расшитой по окружности разноцветными нитками, в конце XIX — начале XX в. были широко распространены в Сасуне, Шатахе и других местах. В Трапезунде, Гяваше и др. вокруг полусферической шапки повязывали широкую головную повязку, концы которых с обеих сторон свисали на плечи. В городской среде, как например в Ване, Васпуракане, носили войлочный красный фес с чёрной кисточкой; в Себастии (см. Малая Армения) у стариков он был синий или фиолетовый. Но во всех случаях вокруг него обматывали головной платок, концы которого, завязанные сзади узлом, свободно свисали. В Киликии носили фес, обмотанный несколькими повязками. У молодых кисточка феса была длинной и доходила до плеч. Иногда вместо неё к верхушке прикрепляли серебряное украшение.

## Женская одежда

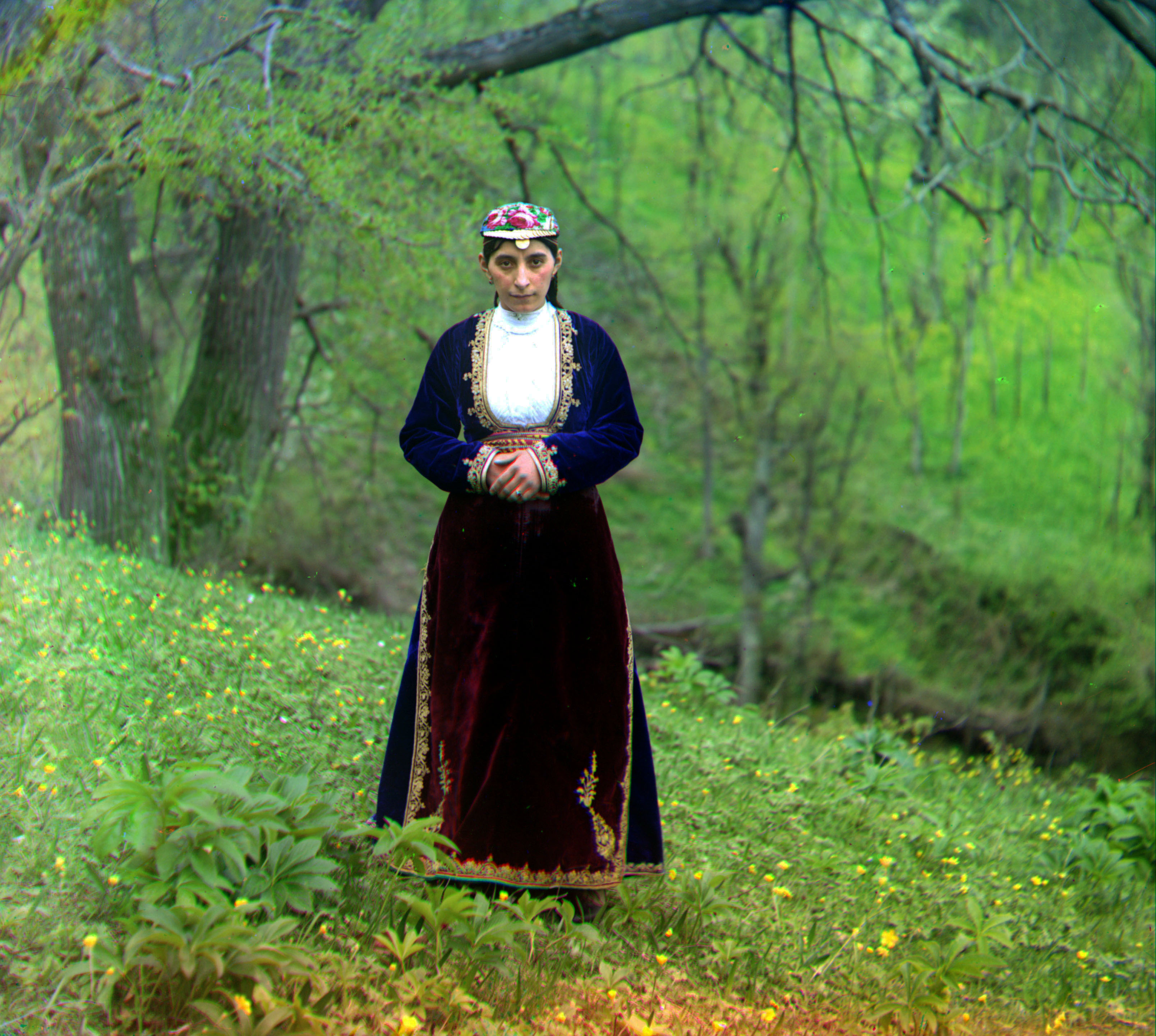
Армянка из Артвина (ныне в составе Турции), фото Прокудина-Горского, ок. 1905-15 гг.

### Восточноармянский комплекс

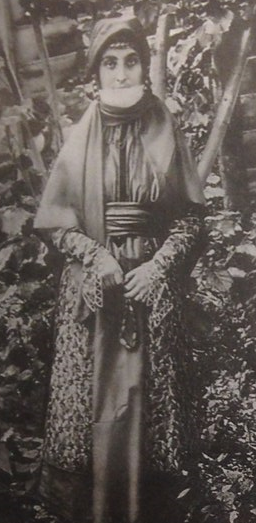
Армянка из Шуши. Конец XIX в.

В конце XIX — начале XX века женская одежда, в отличие от мужской, ещё довольно устойчиво сохраняла по историко-этнографическим регионам свои основные традиционные комплексы. Женская одежда восточных и западных армян была более однородна по сравнению с мужской и по покрою была прямой. Основное отличие состояло в изобилии вышивки и украшений в женском костюме Западной Армении.

##### Нательная одежда
Основу женской нательной одежды, как и мужской, составляли рубаха и нижние штаны, по покрою имевшие много общего. В Восточной Армении женщины носили длинную красную рубаху — халав из хлопчатобумажной ткани с косыми клиньями по бокам, длинными прямыми рукавами с ластовицей и прямым разрезом ворота. По покрою, подобно мужской рубахе, халав также имел две разновидности. Более древнюю — цельнокроеную с прямым перекидным плечом − носили все женщины вплоть до 1930-х годов без учёта возраста и имущественного положения. Более поздний вариант − с плечевым швом и выкройной проймой — распространился в начале прошлого столетия с проникновением в село фабричных тканей. Такую рубаху носили в основном девушки и молодые женщины. Длинные нательные штаны шились из той же красной материи, что и рубаха, на белой подкладке и в талии держались на вздержке при помощи хонджана.
Праздничные штаны шились из шелковой красной ткани на подкладке из белого полотна. Нижние концы штанов, присборенные у щиколоток, должны были быть видны из-под верхней одежды, поэтому эта часть шилась из более дорогой и красивой материи и расшивалась (в Ереванской и Араратской долине) золотым шитьём или украшалась (Сюник, Арцах) полосой чёрного бархата с позолоченной тесьмой. В женском комплексе провинций Сюник и Арцах важной частью была верхняя рубаха − вирви халав (арм. Վիրվի հալավ) из красного шелка или бязи с отделкой круглого ворота и разреза груди чёрным бархатом или сатином, а также пришитыми серебряными мелкими украшениями. Надевалась она поверх нательной рубахи.

##### Верхняя одежда
В конце XIX — начале XX века женская верхняя одежда отличалась у армян большим разнообразием. Основу её в Восточной Армении составляло длинное распашное платье — архалук с цельнокроеными передними полочками и подрезной спинкой, изящным длинным вырезом на груди, застегивающимся только на талии. За счёт боковых прорезов от подола до пояса в нижней архалуха получалось три полы — широкая сзади и две узкие, распашные спереди, поэтому эта одежда получила название «ирек пешкани» (арм. իրեք փեշքանի букв. «с тремя полами»). Шили архалук из ситца, сатина или шелка, обычно синего, зелёного или фиолетового цветов, на подкладке из тонкого хлопкового ватина, простроченного продольными, а на рукавах вертикальными строчками. Подол и разрезы обшивались отделкой другого, обычно красного цвета. Разрез на груди и концы рукавов обшивались серебряными полыми узорными линейными бусами, а разрез рукава от запястья до локтя — висячими металлическими шариками, миндаликами, соединёнными между собой цепочками. Полагалось иметь два платья: будничное — из хлопчатобумажной ткани и праздничное — из дорогой шелковой ткани. Женский архалух просуществовал в армянском быту вплоть до 1930-х годов, а в отдельных случаях старые женщины носили его ещё в 1960-е годы.
Одеждой на выход служило платье − минтана (арм. Մինթանա), надеваемое по торжественным случаям поверх архалуха того же покроя, но без боковых швов.
Неотъемлемой частью традиционной женской одежды был пояс. В Восточной Армении матерчатый длинный пояс (3,5 х 0,5 м) из хлопчатобумажной или шелковой ткани, большей частью из бязи красного цвета, дважды обвязывали вокруг талии поверх архалука. Завязывали его спереди, а концы закрепляли сзади. В конце XIX — начале XX в. в Араратской долине, в особенности в городской среде Еревана, в комплекс женской одежды входил матерчатый шелковый пояс с двумя длинными полотнищами-привесками, расшитыми шелковыми и золотыми нитями. В Сюнике и Арцахе использовали также кожаный пояс с крупной серебряной пряжкой и нашитыми серебряными пластинками, исполненными в технике гравировки, филиграни и черни.
Зимней одеждой служила прямая распашная шуба — муштак, курк из тёмно-красного бархата или шерстяных тканей (сукна) на простроченной подкладке. Края бархатной шубы, передних и боковых разрезов украшали узкой шелковой лентой и обшивали, как и рукава и ворот, широкими полосками лисьего меха. Её носили замужние женщины из зажиточных слоев населения в Ереване, Сюнике, Арцахе. Другим вариантом этой дорогой престижной одежды, в частности в Ереване, была отрезная в талии шуба из тёмно-синего, тёмно-зелёного бархата на шелковой подкладке с длинными прорезными рукавами наподобие мужской чухи. Её окаймляли чёрной бархатной лентой с богатым золототканым орнаментом.

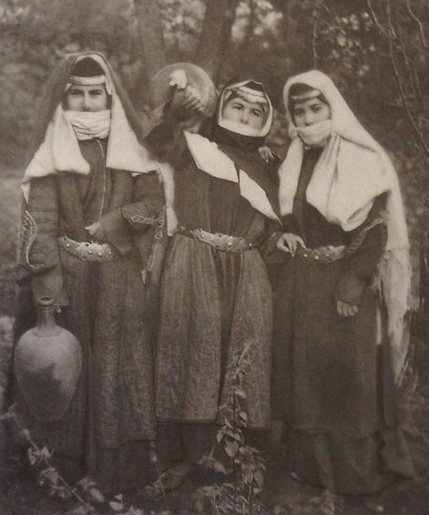
Зангезурские женщины в архалухах и головных уборах «башенкой». Начало XX в.

##### Головной убор
Самым характерным и сложным в восточноармянском комплексе был женский головной убор, относящийся к типу «с закрытым подбородком и ртом». В девичестве волосы свободно отпускали назад несколькими косичками и повязывали голову платком. «После замужества армянке „повязывали голову“, то есть надевали на голову особую „башенку“ — palti (Нагорный Карабах, Сюник), pali, poli (Мегри, Агулис), baspind (Ереван, Аштарак) — высотой от 8 до 15-18 см из нескольких слоев проклеенной мукой бумажной ткани. Под неё на лоб повязывали ленточку с монетами (серебряными, очень богатые — с золотыми) или с особыми висюльками, а по обеим сторонам лица через виски свисали серебряные или вперемежку с кораллом шарики. Нос и рот туго повязывали сначала белым, а затем и цветным (красным, зелёным) платком, завязывая концы или скрепляя их крючками у затылка. Весь этот сложный убор покрывался цветным платком и укреплялся перекинутой через голову широкой (4-5 см) серебряной или золотой цепью с крючком. Казалось, словно вся верхняя половина лица выглядывала из четырёхугольной рамки.
Чтобы смастерить такой головной убор, требовалось немало времени, он „строился“ на несколько дней, и чтобы его не разрушить, ложась спать, под голову, вернее под шею, клали удлинённый круглый валик-подушку».
В Лори этот головной убор был облегчён: «башенка» заменялась низким ободком, украшенным ленточной повязкой с расшитым цветочным орнаментом; очень редко носили серебряные монеты на лбу; на голову вместо платка накидывали марлевый (тюлевый) платок, лицо свободнее выглядывало из-под платков. Более значительно был облегчён головной убор тифлисской армянки.

### Западноармянский комплекс
Западноармянский комплекс женской одежды отличался яркой цветовой гаммой и богатым декоративным оформлением. Нательная одежда по покрою была аналогична восточноармянской с той лишь разницей, что рубахи шились из белой хлопчатобумажной ткани.

#### Верхняя одежда

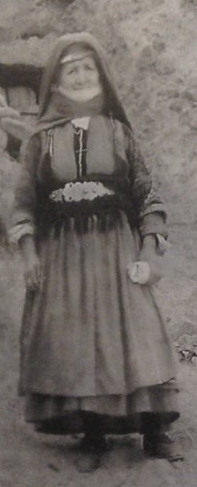
Пожилая женщина в традиционной одежде. Горис (Сюник). 1961 г.

Западные армянки носили распашное цельнокроенное платье — ant’ari или zpun, xrxa с маленьким стоячим воротником, расширенными книзу рукавами боковыми разрезами ниже бёдер, сшитое из шелка или хлопка, на подкладке.
Поверх антари по торжественным случаям, а также в холодное время года надевали платье — juppa, но уже без боковых разрезов. Это платье могло быть праздничным (из бордового, фиолетового, синего бархата или шелка, цветной шерстяной ткани в полоску) и повседневными (из тёмно-синего сукна). Подобная распашная женская одежда с прямыми линиями, имеющая шесть основных вариантов, была широко распространена в Западной Армении (Карин, Карс, Багреванд, Ардаган, Хоторджур и др). Разрез на груди, края рукавов, весь подол платья украшались рельефным золотым шитьём в 5-7 см ширины растительного рисунка.
Отличительной характерной особенностью традиционной женской одежды в Западной Армении был передник — mezar.
Сшитый из хлопчатобумажной или дорогих (бархат, сукно) тканей, обильно украшенный(особенно подвенечный), он был необходимой частью наряда: как на востоке «стыдно» было выходить с открытым подбородком, так здесь «стыдно» было появляться без фартука. Классический вариант его — передник из красного сукна в комплекте одежды Карина-Ширака с изысканным шитьём и тесьмой, который повязывался на антари. К переднику пришивался длинный узкий поясок (в 2-3 см ширины и 3 м длины), вытканный из красных и желтых шелковых(золотых)нитей.
При таком переднике открытая грудь платья прикрывалась расшитым нагрудником — krckal прямоугольной или трапецевидной формы из шелковой, бархатной или шерстяной ткани, у девушек и молодых женщин украшенный богатой вышивкой вдоль ворота и на груди, а джуппа заменялись курточкой — salta или kurtik. Эта распашная короткая (до талии) курточка шилась из фиолетового, синего, бордового бархата или зелёной, синей шелковой ткани. Курточка была праздничной одеждой и поражала красотой узорчатой вышивки.
Теплой верхней одеждой, в частности, в Васпуракане, служила dalma, род длинного пальто из чёрного сукна на подкладке. Эта распашная, прилегающая в талии и обшитая тесьмой из плетённых золотых и шелковых ниток одежда по покрою была сходна с джуппа. Её в основном носили девушки и молодые женщины.

#### Головной убор

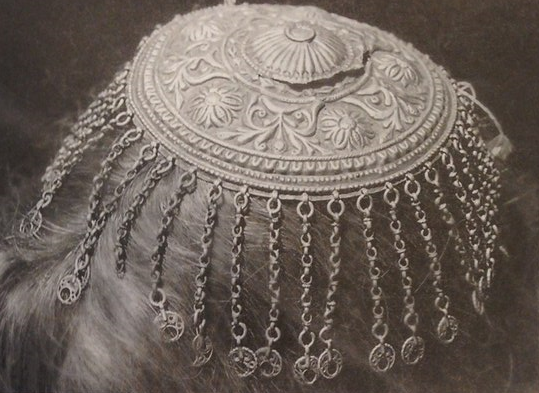
Деталь девичьего головного убора. Васпуракан. XIX в.

Женский головной убор выделялся особым богатством и красотой. Девушки заплетали волосы в многочисленные косы (до 40), из которых передние перекидывали вперед на грудь, а задние при помощи серебряных цепочек располагали по спине, удлиняли косы искусно вплетёнными шерстяными нитками в цвет волос, украшая их серебряными шариками и кистями. Украшали серебряными украшениями и войлочную шапочку формы фески без кисточки. На неё вешали на цепочках спереди ряд новолунниц, листочков, цепочек, амулетов, а у висков — нависочники — eresnoc. Во многих районах на феску сверху пришивались серебряная плошка с чеканными цветами, изображениями ангелов, солнечных лучей и т. п.

При выходе замуж женщина надевала на голову красную шапочку из тончайшего войлока, с длинной кистью фиолетовых или синих кручёных шелковых нитей в 40 см длины. Кисть прилепляется к шапочке колпачком, ювелирным украшением филигранной работы с драгоценными камнями. Сверх шапочки надевается сшитый из бархата или шелка плотный круг в 7 см ширины: в южных областях — kotik, в Карине-Шираке vard(букв. роза). На круге у висков возвышаются выпуклые утолщённые розы и kotosner. Налобная часть варда раньше украшалась цветами из драгоценных камней и жемчугом, а с конца XIX в. они заменены кружевными шелковыми мелкими цветочками, вышитыми иголкой в технике армянских кружев. Поверхность варда напоминает цветник. Среди цветов иногда встречаются выпуклые фигурки петушков. 

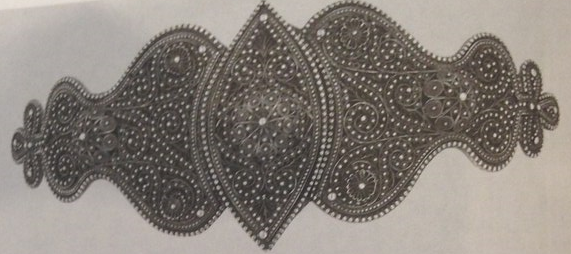
Пряжка женского пояса, серебро, город Шуша (Нагорный Карабах). 1908 г.

 К налобной части варда пришивался saran — двойной ряд золотых монет. В середине его на лоб спускалась более крупная монета ktuc — «клюв». Височные украшения из нескольких рядов плетёного жемчуга спускаются до груди, заканчиваясь тонкими круглыми золотыми пластиночками. Поверх этого головного убора при выходе на улице накидывалось большое прозрачное покрывало с головы до пят, обшитое широкой кружевной каймой (у молодых — из белой ткани тонкой шерстяной пряжи, у пожилых — синего цвета).
Весь этот нарядный красочный комплекс дополнялся множеством украшений: ожерелий, подвесок, браслетов, колец, а также серебряными или позолоченным поясом с массивной пряжкой изумительно тонкой ювелирной работы. Большая часть их была достоянием зажиточных армянок, особенно в торгово-ремесленнической среде во многих городах Западной Армении и Закавказья.

## Обувь

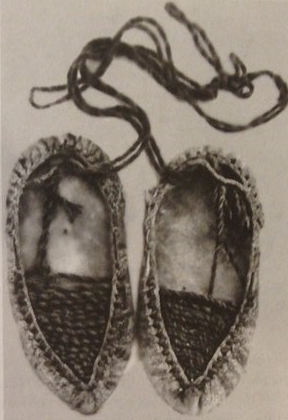
Tpex (поршни), село Дсех (Лори). 1974 г.

С Древнейших времен обувь составляла неотъемлемую часть традиционной одежды армян. Мужская и женская обувь (вязаные носки и собственно обувь) во многом была идентичной. Важное место в обуви армян занимали вязаные узорчатые носки — gulpa, t’at, которые наряду с мужскими ноговицами известны ещё в урартский период. В традиционном быту мужские и женские узорчатые гулпа вязали плотной вязкой из шерстяных, хозяйственной деятельности конкретного региона. Они могли быть однотонными и многоцветными, при этом каждый регион имел свой излюбленный узор и цвет. Они широко использовались не только в повседневной жизни, но имели и обрядовое значение. Носки входили в состав приданого девушки, были одним из основных предметов дарообмена на свадьбах и крестинах. Они имели широкое бытование по всей Армении и во многих районах сохранялись вплоть до 1960-х годов.
Мужские ноговицы — srnapan и обмотки — tolax большей частью вязали из шерстяной или хлопчатобумажной разноцветной пряжи или шили из домотканой холстины. Ноговицы надевали поверх носков и шнурком закрепляли под коленом.
Традиционной обувью мужчин и женщин служили поршни — trex с заострённым носком. Их шили из одного цельного куска грубой сыромятной кожи крупного рогатого скота с шерстными или кожаными шнурками, причем в каждой области был свой способ продевания в них шнурков. Tpex имел две разновидности: со швом посередине ступни и без шва. Это была будничная обувь, которую во время работы носило все сельское населения без возрастных отличий и ограничений.
Древнейший образец треха найден на территории Армении в 2006 г. в пещере Арени-1 (Вайоцдзор) и датируется серединой IV тыс. до н. э.
Весьма своеобразной была женская выходная обувь — mas babuj, сшитая из двух отдельных частей одинаковой по качеству кожи: у молодых жёлтого, у пожилых жёлтого и красного цвета, на твердой подошве. Распространённой обувью на твердой подошве были с`musk — остроносые, с сильно загнутым кверху носком туфли без задника на небольшом каблуке из чёрной (мужские) или зелёной (женские) кожи, на кожаной подкладке. Вся лицевая поверхность их была обильно расшита линейными узорами. Женщины, в основном зажиточные, их носили большей частью зимой. Разновидностью чмушк была обувь c’ust также на твердой подошве и загнутым кверху носом, которая в ряде районов Араратской долины (Аштарак и др.) служила парадной обувью: её надевали, идя в церковь или в гости. С чмушк была сходна и остроносая обувь без задников — masik, с подбитой подковой каблуком. Молодые женщины и девушки носил машик зелёного и красного цвета, пожилые — чёрного.
В конце XIX в. вошёл в употребление новый вид женской обуви — закрытые глубокие туфли фабричного образца, стянутые шнурком или застежкой на три пуговицы. Это была парадная обувь зажиточных слоев общества. в Начале XX в. известной популярностью пользовалась так называемая адельхановская обувь (по имени владельца фабрики в Тифлиссе). Это плоская обувь с задниками на низком каблуке, снабжённом подковой и закруглённым носком напоминала чусты, но была более глубокой. Однако широкого применения она не имела и вскоре вышла из употребления.

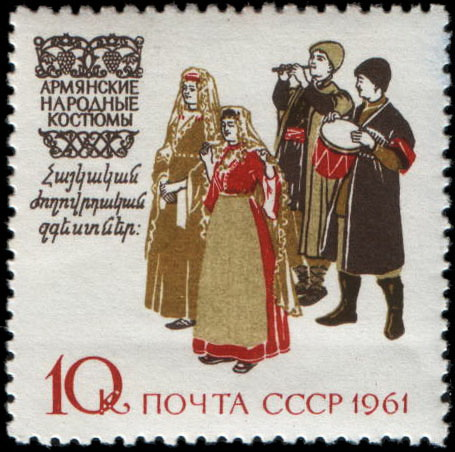
Почтовая марка СССР. Армянские народные костюмы, 1961

В городах мужчины носили сапоги на каблуках, с толстой подошвой, в старину непременно с остроконечными и загнутыми вверх носками. Высокие сапоги из мягкой тонкой кожи (хрома или шевро) были дорогостоящей обувью, которую носили в основном состоятельные лица, в основном пожилые мужчины, в особенности в сочетании с чухой — черкеской.
Обувь западных армян несколько отличалась от Восточной Армении. На узорчатые носки обычно надевали кожаные туфли — soler я язычками и острыми загнутыми носками, на невысоких каблуках, к которым прибивалась подкова. Мужчины носили туфли красного, чёрного, женщины, девушки — красного, зелёного, жёлтого цветов. Женщины и девушки носили также изящные кожаные сапожки без подошв, а на них обували туфли — smek без задников, но на каблуках. Мужские чёрные туфли имели маленькую кожаную петлю на верхней части задника, подошва их часто подбивалась гвоздями с широкими и выпуклыми головками. Мужчины носили также и мягкие красные сапоги. В селах были распространены самодельные туфли — rsekter на войлочной подошве с вязаными из шерстяных ниток верхом, которые заменяли трех.
В условиях развития фабричного производства, распространения в быту фабричных изделий и под влиянием городской моды народная одежда уже с 1930-х годов постепенно вышла из употребления и имела общеевропейские формы. Лишь старики, чаще всего в селениях, вплоть до 1960-х годов придерживались отдельных элементов привычной традиционной одежды.
В настоящее время в условиях господства унифицированной европейской одежды этническая самобытность народной одежды армян сохраняется в костюмах этнографических ансамблей народного танца, изделиях декоративно-прикладного искусства и сувенирной продукции. Богатые собрания образцов мужской и женской традиционной одежды XVIII—XX вв., отражающие специфику различных историко-этнографических регионов Армении, содержатся в музейных коллекциях.

## Орнамент
Одной из определяющих характеристик народной одежды являлся орнамент и цветовая символика, в которых немаловажную роль играют этнокультурные традиции и социальная среда. Цветовая гамма в целом, а также определённые цветовые сочетания выражают половозрастные и социальные различия. Женская традиционная одежда армян повсеместно отличается красочностью и богатой тональностью. Мужская одежда многоцветная лишь в западноармянских областях, между тем как восточноармянский мужской костюм характеризуется общей сдержанностью и скромностью расцветки, с преобладанием тёмных тонов, иногда сочетающихся с белым (под городским влиянием в начале XX века).

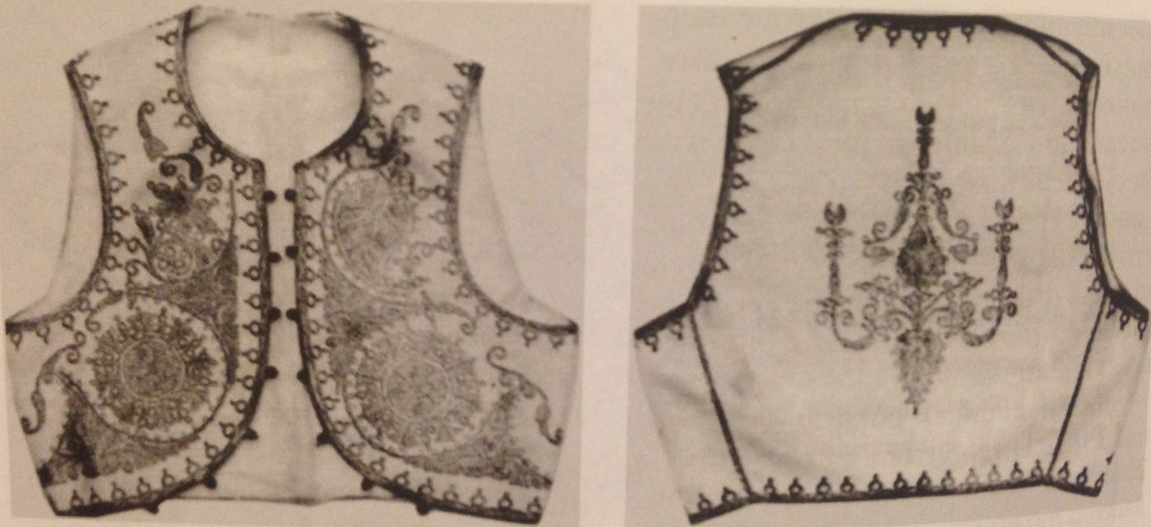
Жилет молодого мужчины, вышитый растительным орнаментом. Высокая Армения. XIX в.

В цветовой гамме армянской традиционной одежды, в частности женской, доминирует красный цвет − от тёмно-вишнёвого до кроваво-огненного тонов. Красный цвет использовался как для нижней (женские нательные рубашки, штаны), так и для верхней одежды: мужские и женские шапочки, вязаные носи, пояса, женские головные платки, покрывала, нагрудники, передники. Передники играли важную роль в комплексе женской одежды как символ семейного положения: не случайно у армян выражение «красный передник» (арм. կարմիր գոգնոց) означает «замужняя женщина».
Красный цвет широко использовался также в вышивках и нашивках, украшавших как мужскую, так и женскую одежду. У армян, как и у многих народов, красный цвет отождествлялся с «красивым», «хорошим», «праздничным». По народным представлениям этот цвет символизирует жизнь/кровь, солнце/огонь, плодородие и одновременно служит защитой от зла, болезни и бесплодия.
Красный цвет в сочетании с зелёным в первую очередь связывается со свадебной символикой. Это нашло отражение в ритуальной одежде, в частности, в свадебном чрезплечнике — ко́сбанд (арм. կոսպանդ) или у́сбанд (арм. ուսպանդ), ускап (арм. ուսկապ) — крестообразной повязке из красного и зелёного платков на груди жениха, в нароте (арм. նարոտ) − свитом из красно-зелёных нитей шнуре, повязываемом священникаом в церкви на шею или руку жениху и невесты как символ бракосочетания, пути брачной пары. Нарот надевали и на шею ребёнка при крещении. С помощью этого оберега ребёнок проходил инициацию, переходя из ритуальной нечистого состояния в ритуально чистое.
Сочетание красного цвета с зелёным в армянской традиции являлось символом брака, поскольку в народном цветовосприятии зелёный отождествляется с молодостью, весной, зеленью, произрастанием, с новым поколением. Повязать «красно-зелёное» означало сосватать, женить, пожелание женитьбы. Красно-зелёное цветовое сочетание характерно и для повседневной женской одежды ряда регионов, особенно Сюника и Арцаха (нижняя красная рубаха, верхний зелёный архалух). Иногда красный цвет использовался в свадебном обряде в сочетании с белым: верхнее красное и нижнее белое головное покрывало невесты в Шираке и Джавахке, также красно-белый нарот (арм. նարոտ) в Сасуне.

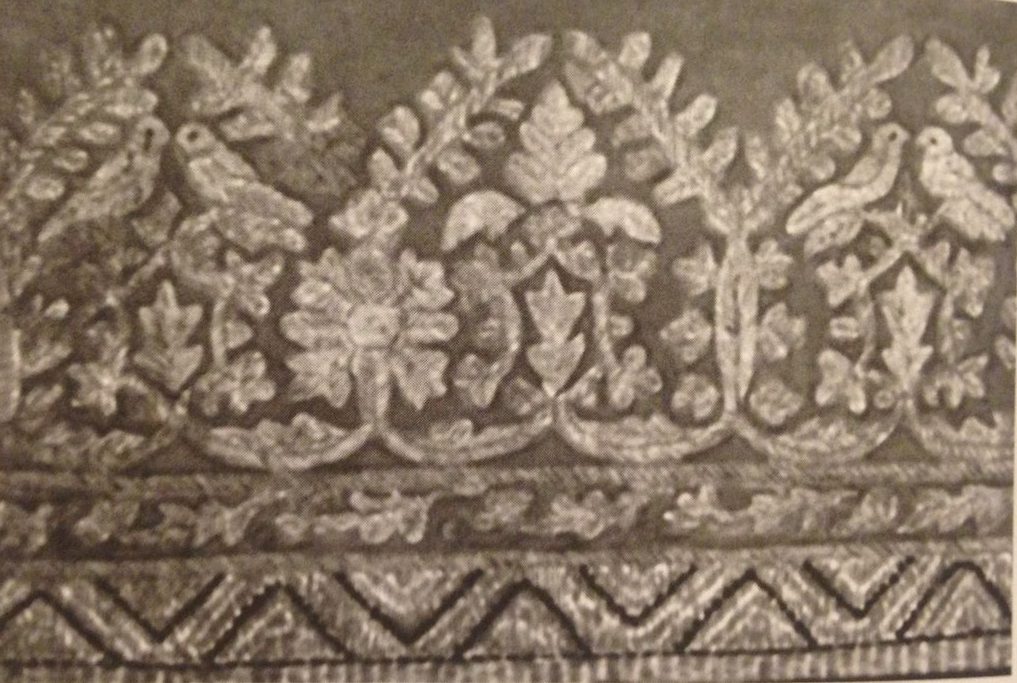
Орнитоморфный орнамент вышивки на обшлагах свадебных штанов. Восточная Армения. Конец XIX в.

В женской одежде Высокой Армении, Ширака, Джавахка зелёный цвет уступает место синему (фиолетовому, тёмно-сиреневому). Сочетание красного с синим, характерное как для Армении, так и для Передней Азии, прочно вошло в символику христианской иконографии. Замена красного передника как символа замужней женщины на синий-признак потери женщиной репродуктивной силы. Синее в народном восприятии ассоциируется со старостью, смертью. Как для других переднеазиатских народов, синий для армян — цвет траура, причем синий в знак траура носили по дальнему родственнику, чёрный — по близкому. Вместе с тем, синему цвету одновременно приписывалась целительная сила, и он широко использовался в лечебной магии: мине-чёрные бусинки до сих пор считаются амулетом, оберегом от порчи, сглаза.
Чёрный однозначно воспринимается как ритуально нечистый цвет. Чёрным кодируются все тёмные тона — серый, коричневый, синий. Смена цветной одежды на тёмную означает наступление старости. Чёрный — самый распространённый цвет траура. В армянской традиционной одежде траур отражается, в частности, в головном уборе. В Тароне и Васпуракане (Западная Армения) мужчины в знак траура накидывали на шапки — araxc’i чёрные платки-повязки — p’usi. Женщины в трауре в основном меняли головной убор на чёрное покрывало. Молодые женщины носили траур только по мужу, в других случаях это запрещалось, так как полагали, что чёрный цвет мог лишить их детородной способности.
Белый считался ритуально чистым, он был цветом одежды при крещении и одновременно — похоронная савана при погребении.
В цветовой гамме армянского традиционного костюма наблюдается особая сдержанность в использовании жёлтого цвета. Он встречается очень редко, в приглушённых тонах. Жёлтый, цвет увядания природы, в целом имеет отрицательную символику. он ассоциировался с болезнью, желчью, ядом, почему и считался вредоносным. Наличие широкой жёлтой полосы в палитре радуги трактовалось как дурное предзнаменование (засухи, неурожая, болезни). На основе негативного восприятия жёлтого возник ряд запретов, как, например, запрёт посещать новорождённого в период сорокодневия в золотых украшениях, что могло стать причиной заболевания желтухой. Однако ассоциация блеска золота с солнечным блеском/светом оправдывала ношение золотых украшений, а также использование золотой нити в вышивках.
Таким образом, цветовую гамму армянской народной традиционной одежды можно представить в видео противопоставления положительного (красный, зелёный, белый) и негативного (синий/фиолетовый, жёлтый, чёрный) цветов.
Орнамент одежды относится к той области народного творчества, в которой проявляется специфический облик и национальный колорит народа. О древних истоках орнаментации одежды у армян свидетельствуют археологические находки, настенные росписи, рельефные изображения на стенах церквей, надгробные памятники, миниатюры и пр. Одежда и её компоненты, наряду с утилитарным, имеют и ритуально-магическое значение. Орнамент мужской и женской народной армянской одежды чаще всего располагался вокруг так называемых входов 9 шейный вырез, рукава, запястье, боковые прорехи, подол), то есть именно на тех частях одежды, которые имеют сакральную функцию защиты её от проникновения всякого рода «нечисти». Охранно-магическое сакральное значение имели также мужские пояса в свадебном и родильном ритуале, орнаментированные женские передники, нагрудники, традиционные вязаные узорчатые носки гулпа (арм. գույպա) (в частности, в свадебной обрядности) и пр. Орнамент выполнялся техникой набойки, вышивки, аппликации, художественного шва и вязкой. В армянской традиции вязка, как и вышивка, в том числе и сетчатый орнамент, имели и охарнно-магическое значение защиты от зла и нечисти, а иголка (булавка) выполняла роль оберега от сглаза и порчи.
Материал для орнаментации одежды, в частности женской, был богат и разнообразен: то шерстяные, хлопчатобумажные, шёлковые, а также золотые и серебряные нити, блестки, бисер и пуговки, мелкие ракушки и даже рыбья чешуя. Ракушкам и чешуе (как извлечённым из воды) приписывалась магическая сила, способная стимулировать плодовитость. Особой колдовской силой наделялись бисер и бусинки из раного материала (стекло, коралл, камень). Мелкие бусы из бирюзы или красного коралла украшали кончики кистей мужских поясов, бахромы головных повязок и женских головных платков. Бисером или бусами вышивались орнаменты на женских поясах и налобниках. По народным представлениям одни из них лечат от определённых болезней, другие нагоняют сон, третьи оберегают от сглаза и т. п. В особых случаях в пряже или вышивке употребляли человеческий волой (обычно волосы хозяина одежды) с целью приворота.

### Классификация орнамента
Народный орнамент входит в категорию знаково-насыщенных объектов традиционной бытовой культуры этноса, выступая, в частности, в роли носителя этнодифференцирующих признаков и одновременно являясь половозрастным, а также социальным показателем.
Орнамент армянского национального костюма делится на три основные группы — растительный, зооморфный (орнитоморфный) и геометрический. Встречаются также изображения бытовых предметов, архитектурных сооружений (например, купол церкви) и дарственные надписи.

#### Растительный орнамент

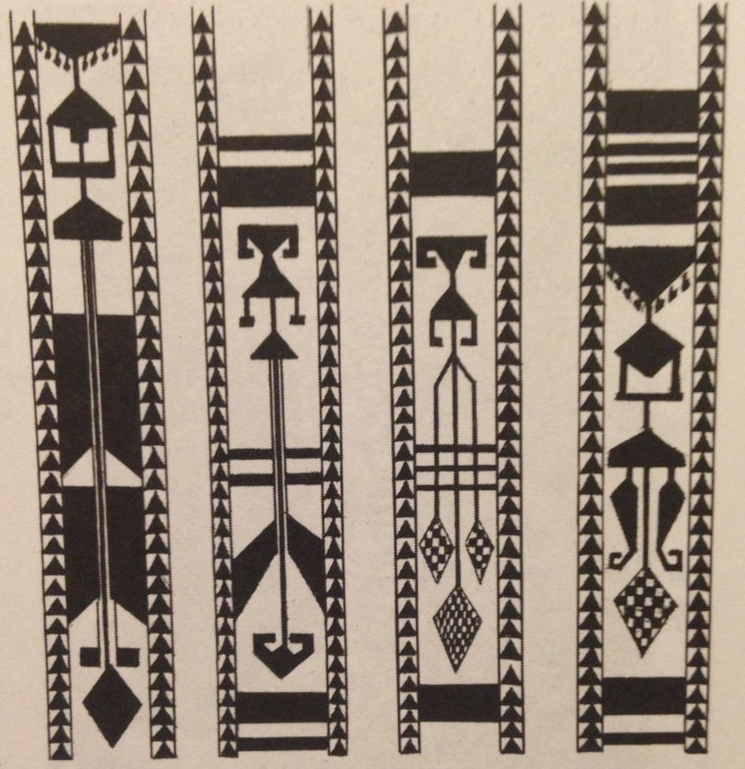
Растительный орнамент на женских тканых поясах. Карин. Конец XIX в.

Растительный орнамент характеризуется ветвями, стеблями, листьями и деревьями разных видов. Волнистая линия с изображением лепестков и ростков на каждом изгибе окаймляет края одежды, символизируя бесконечность жизненного цикла. Сложным стилизованным лепестково-ростковым орнаментом отличаются мужские и женские куртки и безрукавки западноармянского комплекса.
Цветов по народным представлениям является символом юности, непорочности и вечной молодости. Довольно распространён миндалевидный орнамент, встречающийся, в частности, на женских передниках как символ плодородия и служащий также для защиты от зла. Подобный орнамент распространён также во всём индоиранском мире и имеет ту же символику.
Изображение дерева (древа жизни), наиболее распространённого мотива в армянском ритуальном искусстве, встречается в самых разнообразных вариантах на женских головных платках, нагрудниках, тканых поясах и пр. Считалось, что его изображение на одежде могло защитить от удара молнии.
Мотив дерева — универсального символа плодородия, прорастающего из горшка или из земли, символизирует беременность, материнство, так как земля отождествлялась с женщиной, а дерево — с плодом. Недаром армяне сравнивали цветущее дерево с невестой. Деревья с древних времён были объектом почитания у армян.

#### Зооморфный орнамент

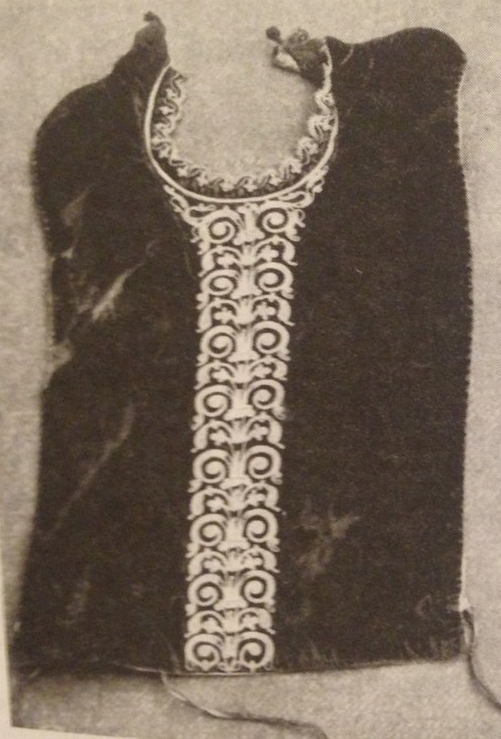
Женский нагрудник с зооморфным орнаментом. Карин. Конец XIX в.

Зооморфный орнамент, редко встречающийся в одежде, очень стилизован, с акцентированием характерного внешнего признака животного. Наиболее распространены «рожки» — стилизованное изображение рогов быка/коровы или овна, встречающееся на женских передниках и налобных украшениях. Этот орнамент, семантически связанный с фаллическим культом, с небесной влагой, символизирует обилие, благополучие и плодородие.
Для женской одежды характерен также змеевидный орнамент, закодированный в S-образной фигуре как в горизонтальном, так и вертикальном положении. Это наиболее распространённый знак в тканых орнаментах армян. Культ змеи у армян имеет глубокие корни, о чём свидетельствуют археологические находки, в частности, изображения змеи на керамических предметах, кинжалах, браслеты со змееголовыми окончаниями II тыс. до н. э. и др. Изображение змеи — излюбленный мотив в армянском декоративном искусстве, в частности, в женских ювелирных украшениях (пряжки поясов, браслеты и т. д.). Мифологический образ змеи связан с водной стихией и имеет как положительный, так и отрицательный контекст. По народным представлениям змея связывается с благополучием дома и семьи, считается гарантом плодородия, то есть выступает как бы в роли «доброго духа». Благодаря свойству обновления (смена кожи) змее приписывалось бессмертие, вечная молодость.
В орнитоморфном (зооморфном) орнаменте встречаются и парные изображения, расположенные по обе стороны растительного (часто стилизованного) орнамента, в трёхчастных композициях, без каких-либо видовых различий. В Музее истории Армении хранится старейший (1880 года) образец сохранившегося налобника невесты из Карина, вышитый стилизованными петухами. Мотив птицы с такой же стилизацией можно увидеть на вязаных носках жениха (также из Карина). Подобный орнамент на ритуальной одежде связан со свадебной символикой как знак жениха и невесты. Петух занимал особое место в свадебном ритуале армян. Красные и белые петушиные перья украшали головной убор жениха как символ мужской потенции. В трёхчастных композициях изображения птиц по обеим сторонам растительного орнамента трактуются как символ плодородия. Этот композиционный сюжет имеет переднеазиатские корни. Идея плодородия выражается и в ином варианте данной композиции, где растение прорастает из спины соединённых хвостами птиц.

#### Геометрический орнамент

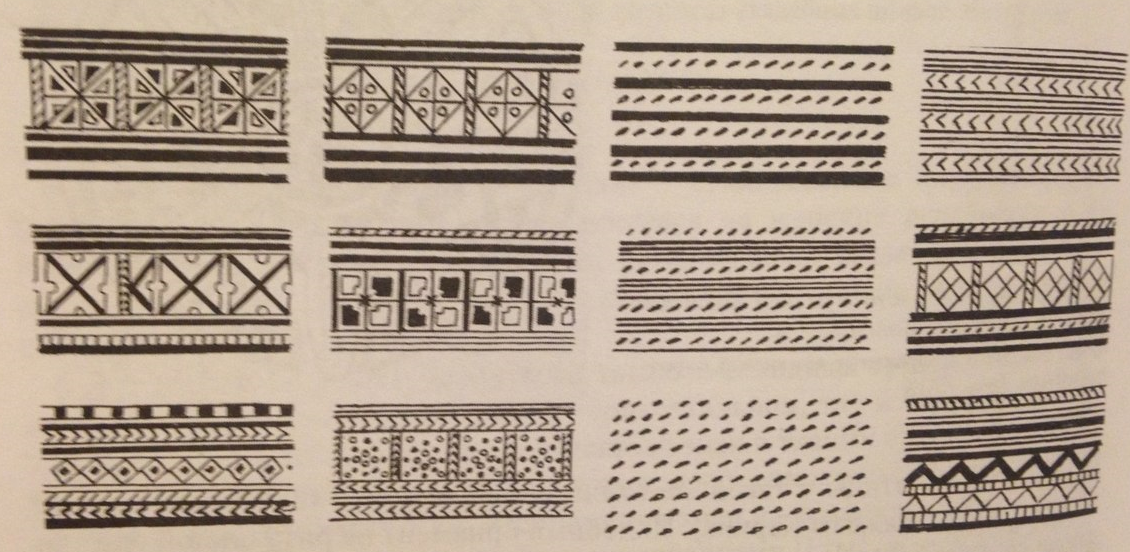
Геометрический орнамент на шапочках — арахчи. Конец XIX в.

Геометрический орнамент является наиболее распространённым, им украшается как женская, так и мужская одежда, особенно характерен он для Западной Армении. Основные виды геометрического орнамента, имевшего широкое распространение у многих народов, больше остальных несут смысловую нагрузку. Один из самых распространённых геометрических орнаментов — круг (концентрический, с точкой в центре, с крестом). Круг с внутренними лучами скрывает в себе цветочный код.

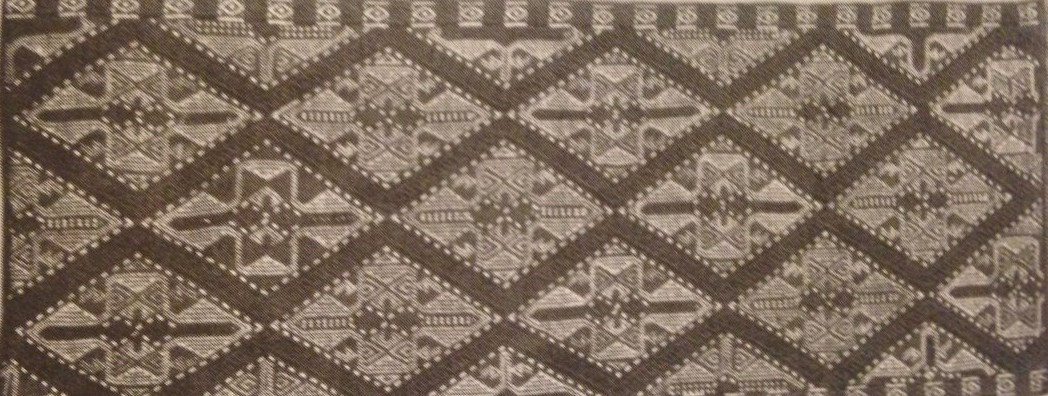
Геометрические мотивы передников. Себастия. Конец XIX в.

Круг символизирует пространственно-временные понятия, а также небесные светила. В ритуальном искусстве он одновременно символизирует изначальное яйцо, плод, зародыш — синонимы жизни. По народным представлениям круг (начертания круга, хождение по кругу и т. п.) выполнял, кроме того, магическую функцию защиты от зла и нечисти.
Квадрат, так же как и круг, мифологически означает первоначальное разграничение пространства, одновременно представляя понятия, связанные с числом четыре (стороны света, годовой цикл, четыре стихии и др.). Стык вертикальных (мужское начало) и горизонтальных (женское начало) линий квадрата, их скрещивание в изображении креста демонстрируют идею оплодотворения. В этом смысле крест и квадрат рассматриваются как своеобразные символы плодородия. Вышивка крестиками на ритуальной и детской одежде выполняла охранно-магическую функцию. Всякое изображение креста, а также обычай креститься должны были предохранять от злого, колдовского, нечистого.
Ромбы и треугольники украшали в основном женскую одежду. Они взаимозаменяемы как в конструктивном, так и в смысловом значении. Треугольник с вершиной вниз трактуется как женский символ, с вершиной вверх — часто как мужское начало. Таким образом, ромб рассматривается как соединение двух начал, то есть символ плодородия.
Более наглядный пример — ромб с крючками-ростками, символизировавший у всех земледельческих народов оплодотворение и плодородие.
Из других элементарных геометрических знаков чаще всего встречается точка — самый простой и вместе с тем семантическим загруженный орнаментальный элемент. Она считалась первоосновой, исходным знаком, символом семени, зерна, плодородия.
Наряду с орнаментом на одежде (пояс, носки, части рубашки и др.), нередко встречаются и вышитые или вытканные дарственные надписи, которые рассматриваются как своеобразная магическая формула благопожелания вроде «носи на здоровье».
В качестве орнамента можно рассматривать и изображение церквей и куполов на женских тканых и серебряных поясах. Церковь, храм, святилище являются алломорфами мирового дерева и в ритуальном искусстве вполне взаимозаменяемы.
Орнамент народной одежды, утратив свой древний мифологический смысл, сохранился вплоть до начала XX века. В наши дни мотивы традиционных орнаментов, нередко стилизованные и в модернизированном виде, широко используются в декоративно-прикладном искусстве, особенно в сувенирной продукции.

## Галерея

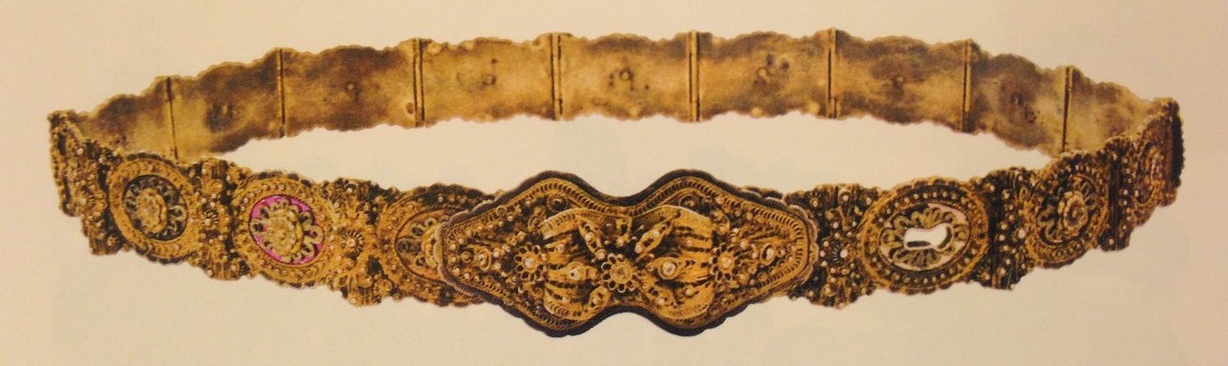
Женский пояс, позолоченное серебро. Ван. Конец XIX в.
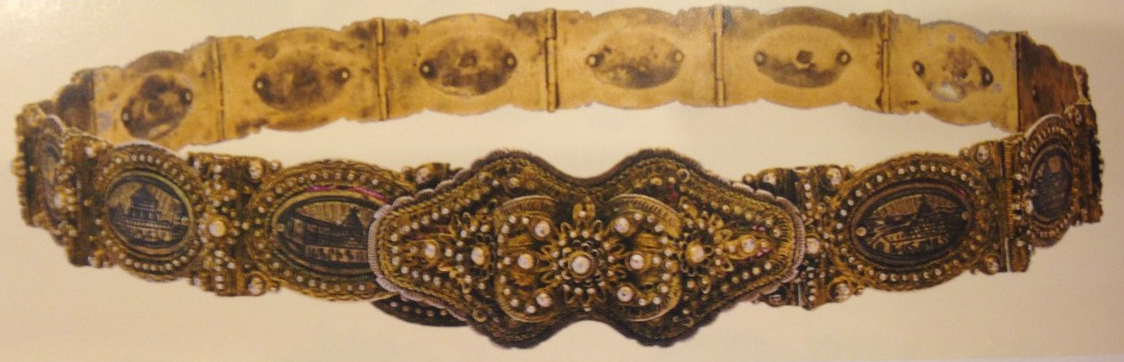
Женский пояс с изображением известных монастырей исторической Армении. Ван. Конец XIX в.
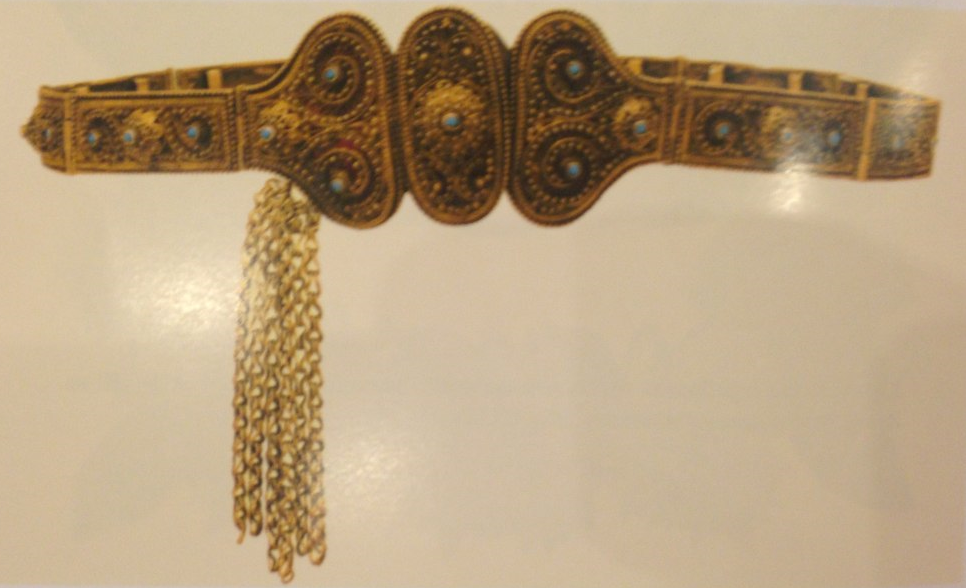
Женский пояс, позолоченное серебро. Ереван. Конец XIX в.
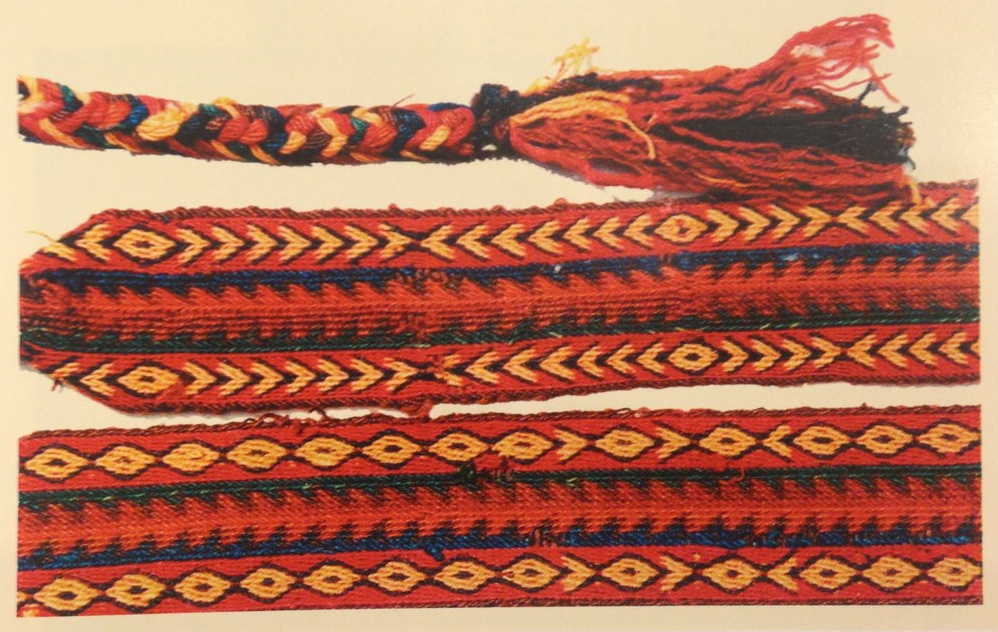
Тканый узорчатый пояс. Васпуракан. XIX в.
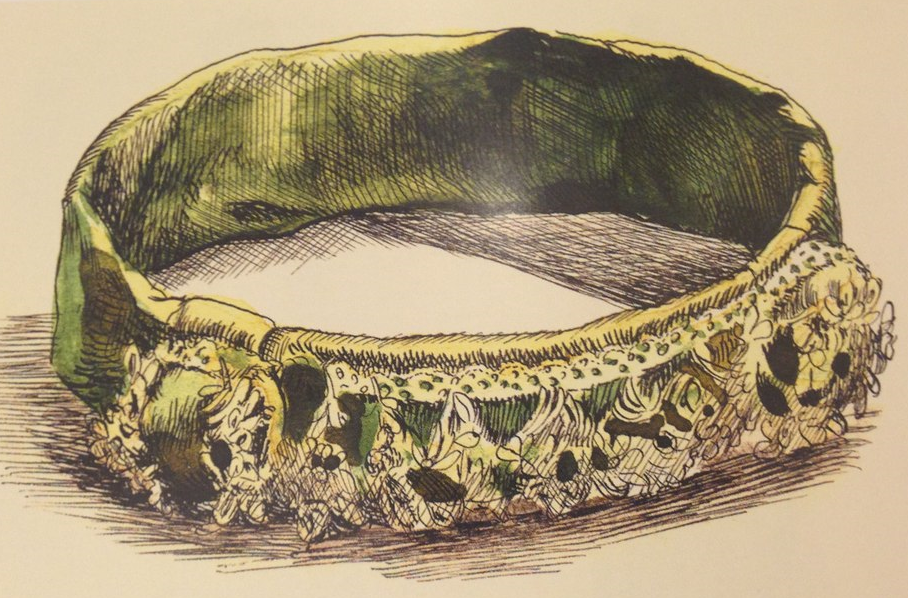
Налобный бархатный расшитый ободок - вард. Карин. XIX в.
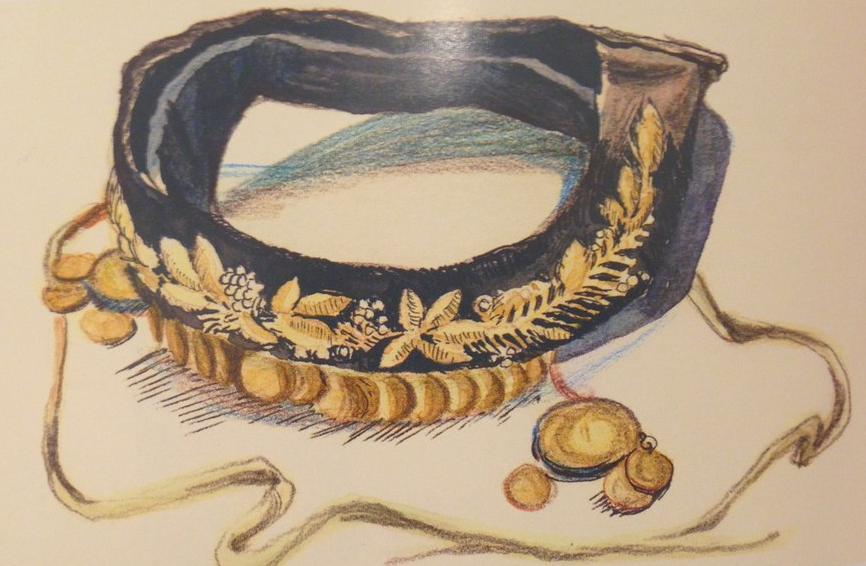
Женское налобное украшение золотого шитья с золотыми монетами. Высокая Армения. XIX в.
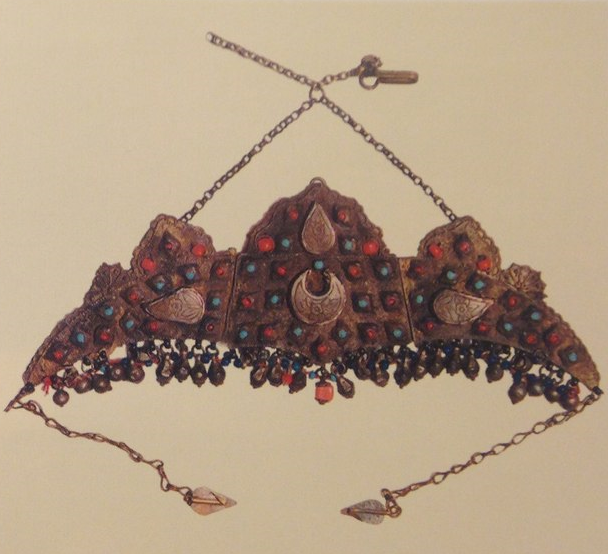
Женское налобное украшение. Васпуракан. XIX в.
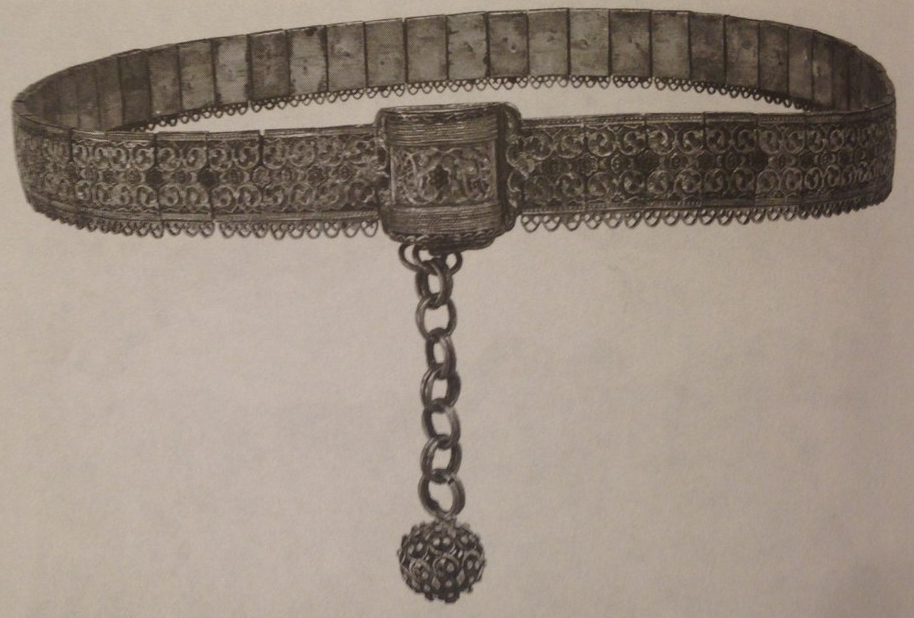
Женский пояс с подвеской, позолоченное серебро. Ахалцих-Ахалкалаки. 1920-е годы.
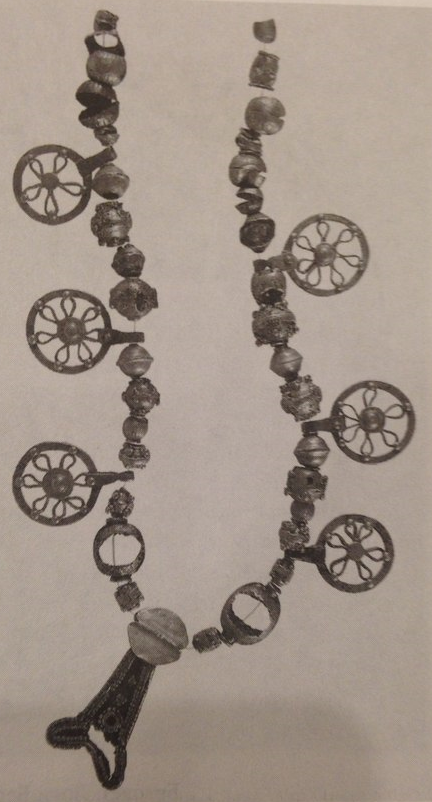
Ожерелье. Лори Берд. Первая половина XV-XII вв. до н. э.
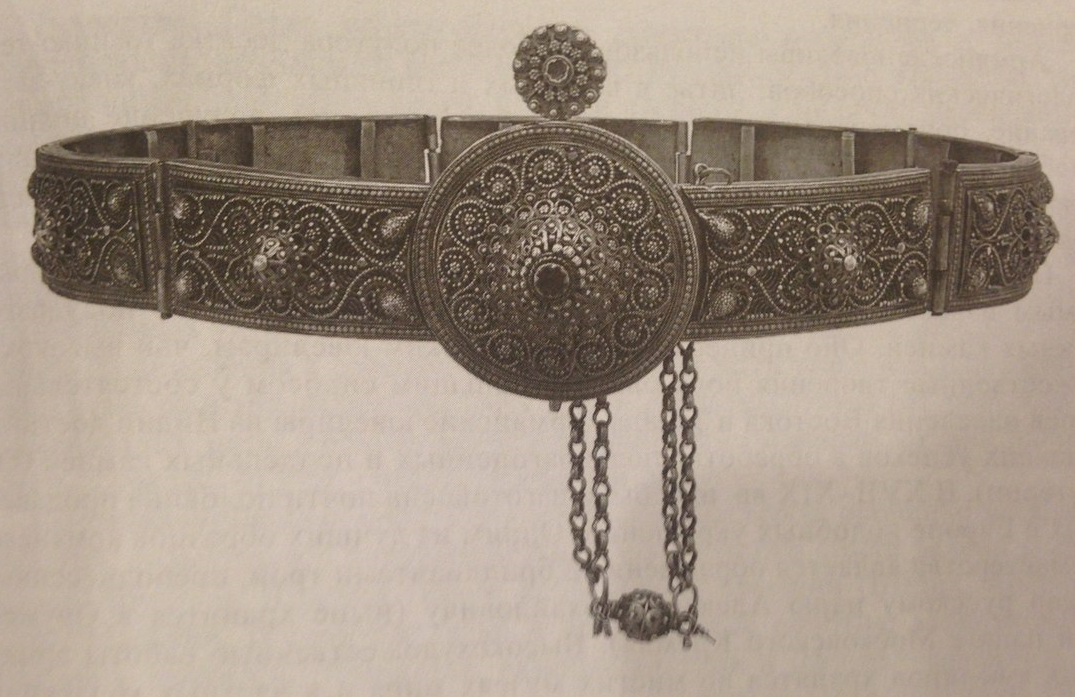
Женский пояс, серебро. Нахичеван, 1860-е годы.
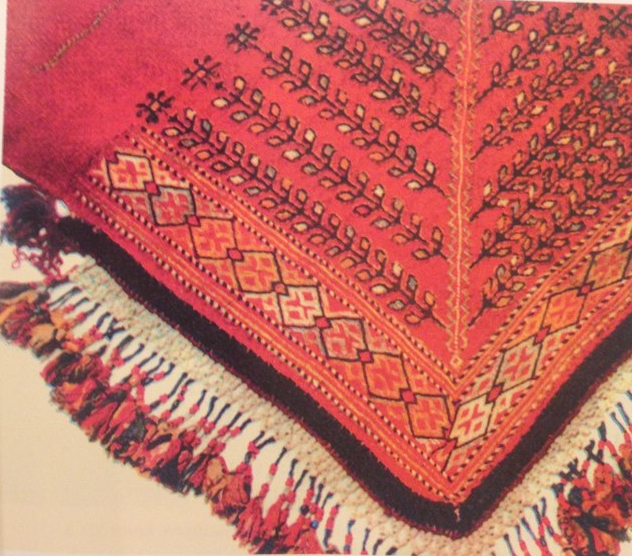
Женский головной шерстяной платок. Васпуракан. XIX в.
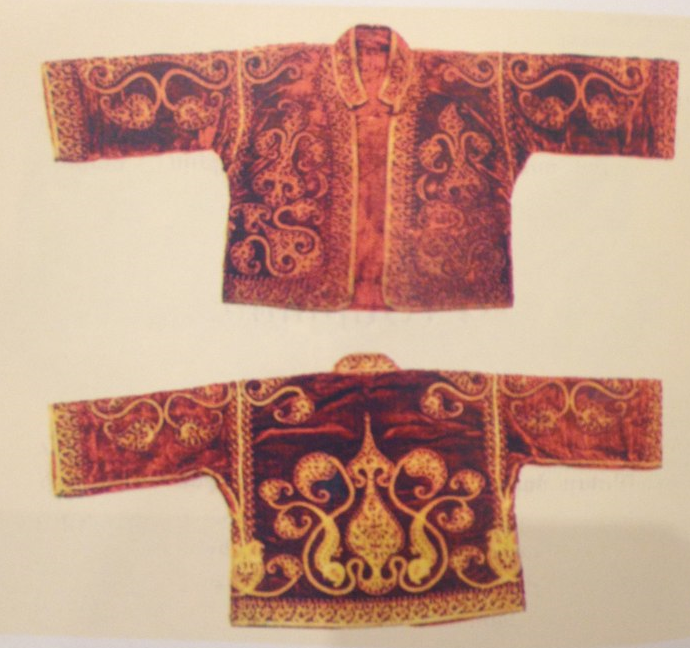
Женская курточка - салта. Себастия. Конец XIX в.
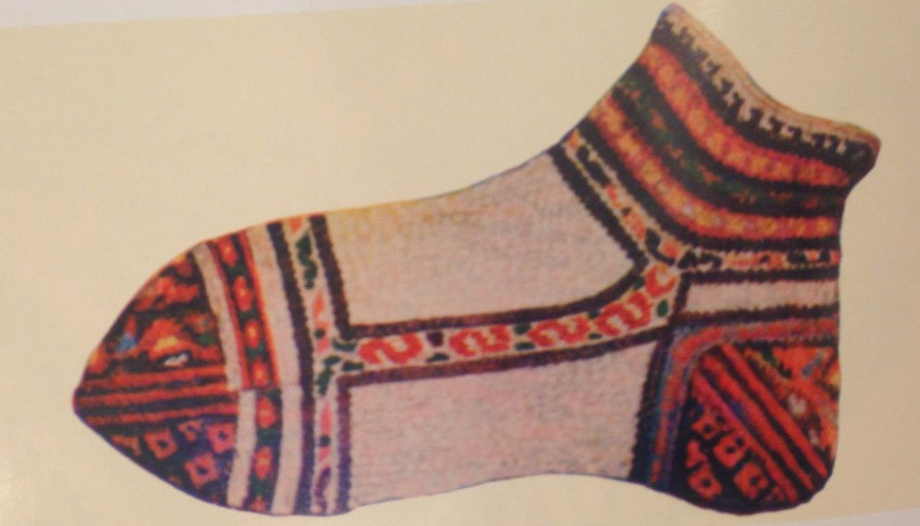
Зооморфный орнамент женских свадебных носков. Шуша. Конец XIX в.
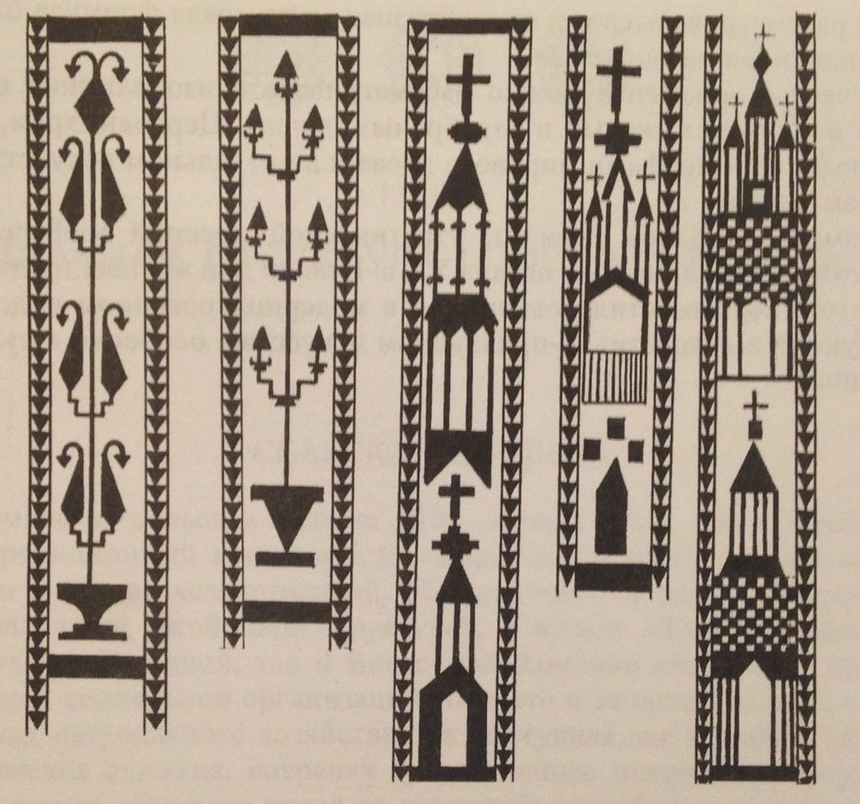
Изображения церквей на женских тканых поясах. Высокая Армения. Конец XIX в.
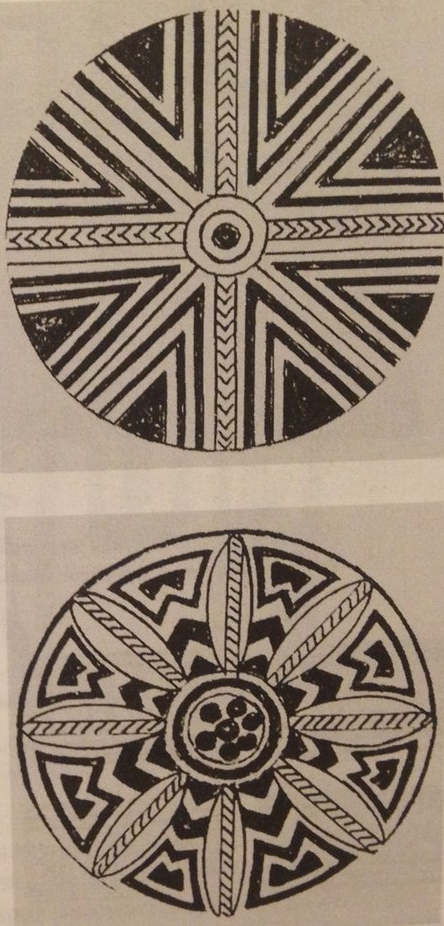
Вышивка теменной части мужской шапочки арахчи. Васпуракан. Конец XIX в.
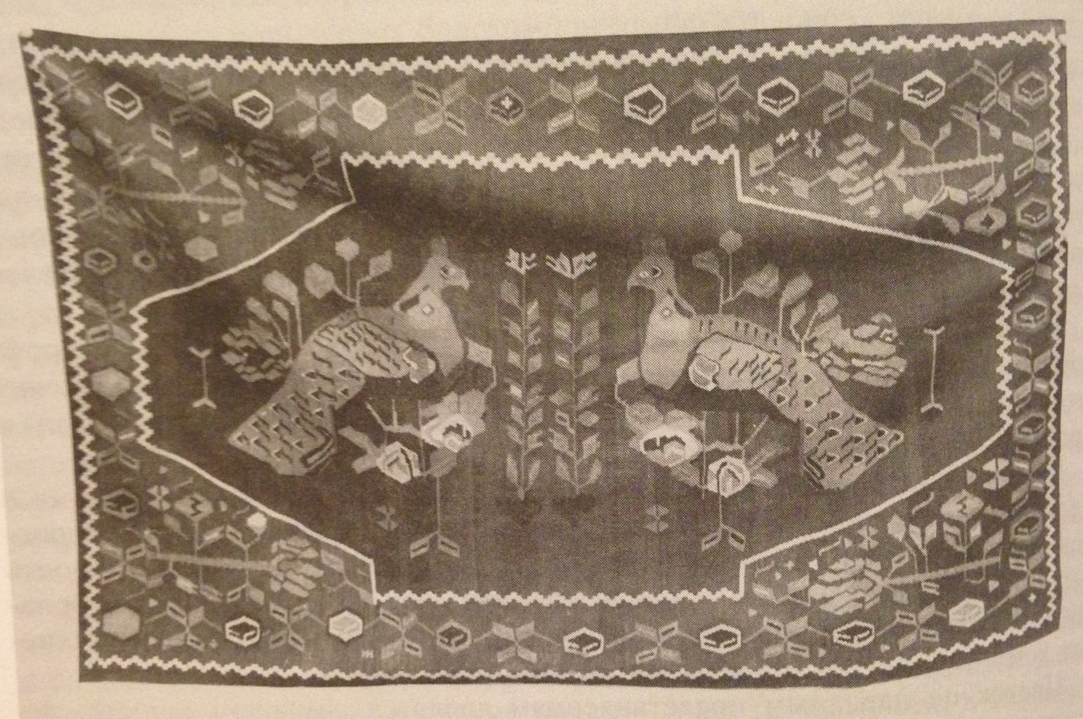
Ковёр с зооморфным орнаментом, село Шнох (Лори). 1972 г.
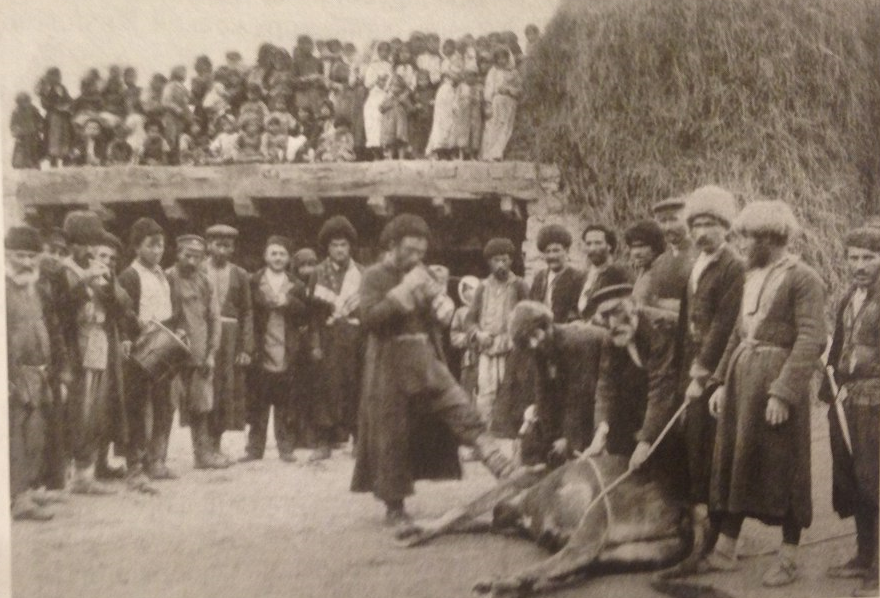
Традиционный свадебный обряд заклания быка. Лори. Начало XX в.
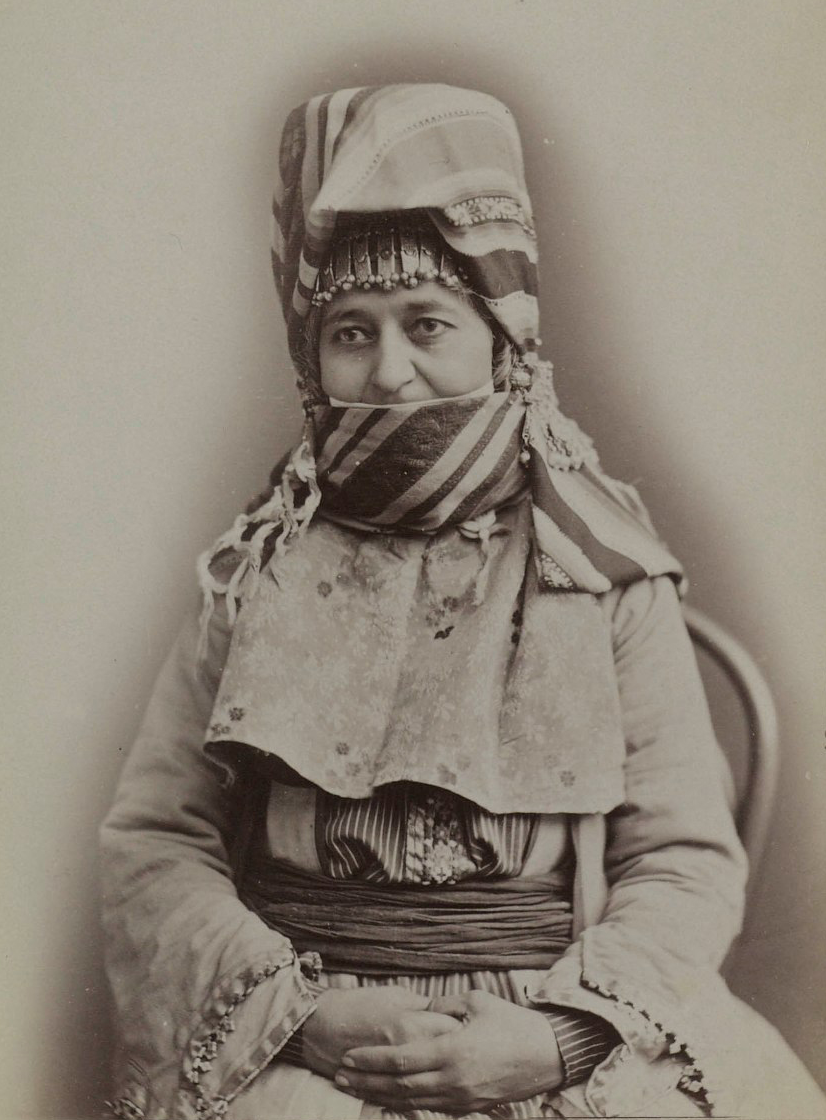
Армянка у персидских границ.
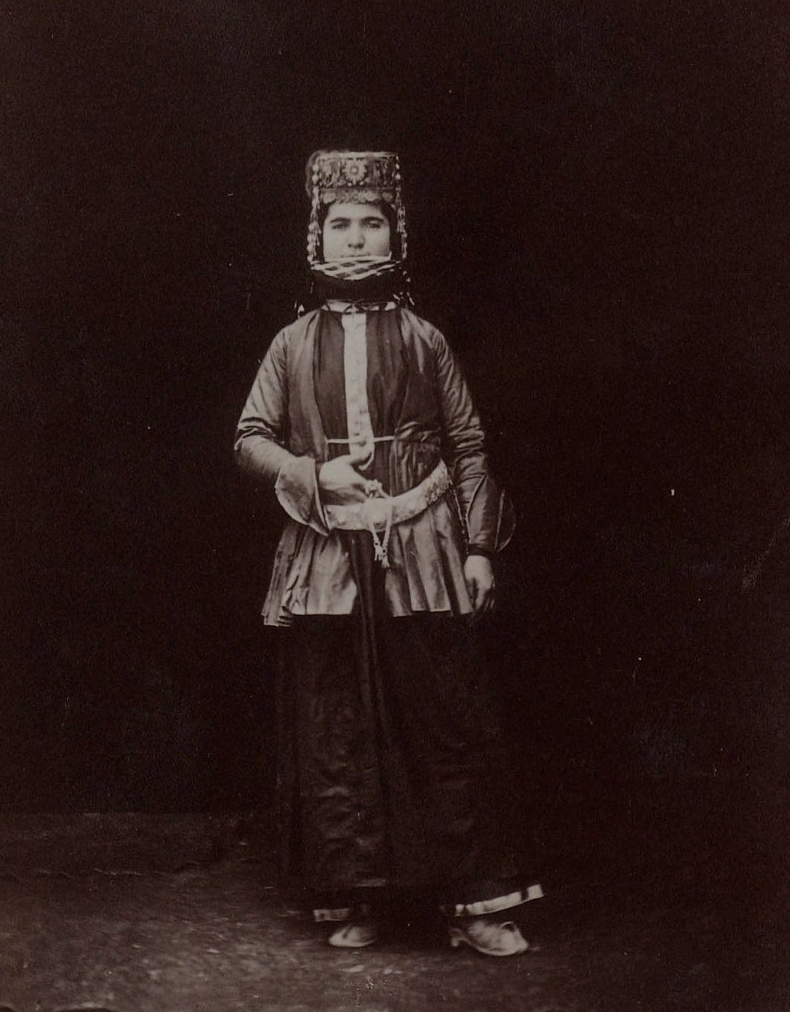
Шушинская Армянка.
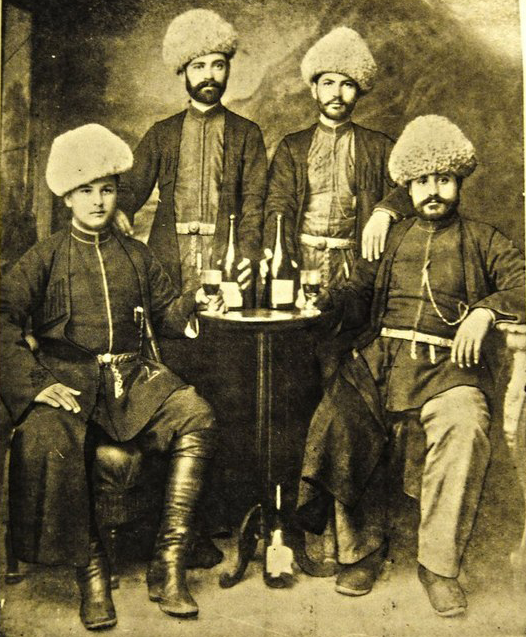
Мужские костюмы армян городского среднего сословия Южного Кавказа. На верхней одежде - чухе нашиты газыри.
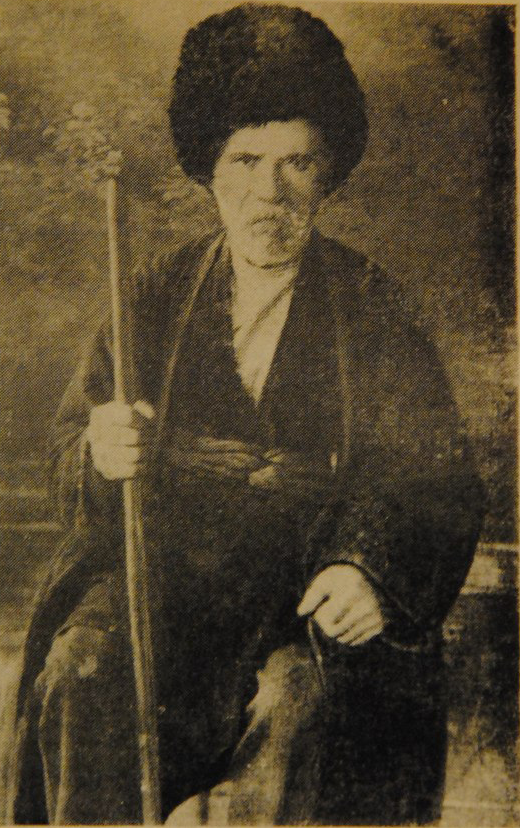
Мужской костюм. Зангезур.
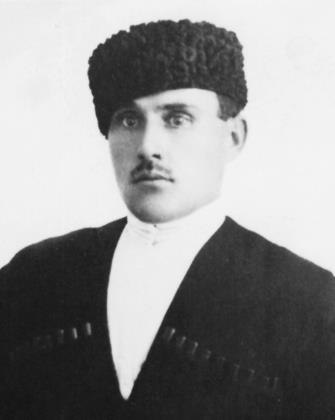
Спарапет, Никол Сурен Тарханян (1896-1944) Шуша.
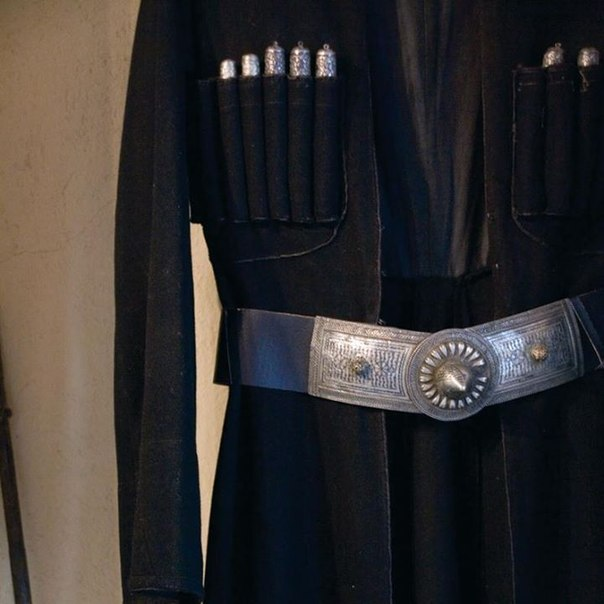
Чуха(чоха) легендарного военачальника Никола Думана, организовавшего походы мести в Западную Армению. Из его этнографического дома- музея в НКР.
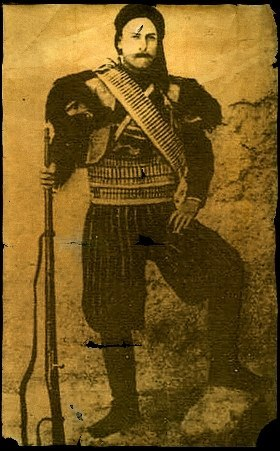
Армянин в костюме западноармянского комплекса.
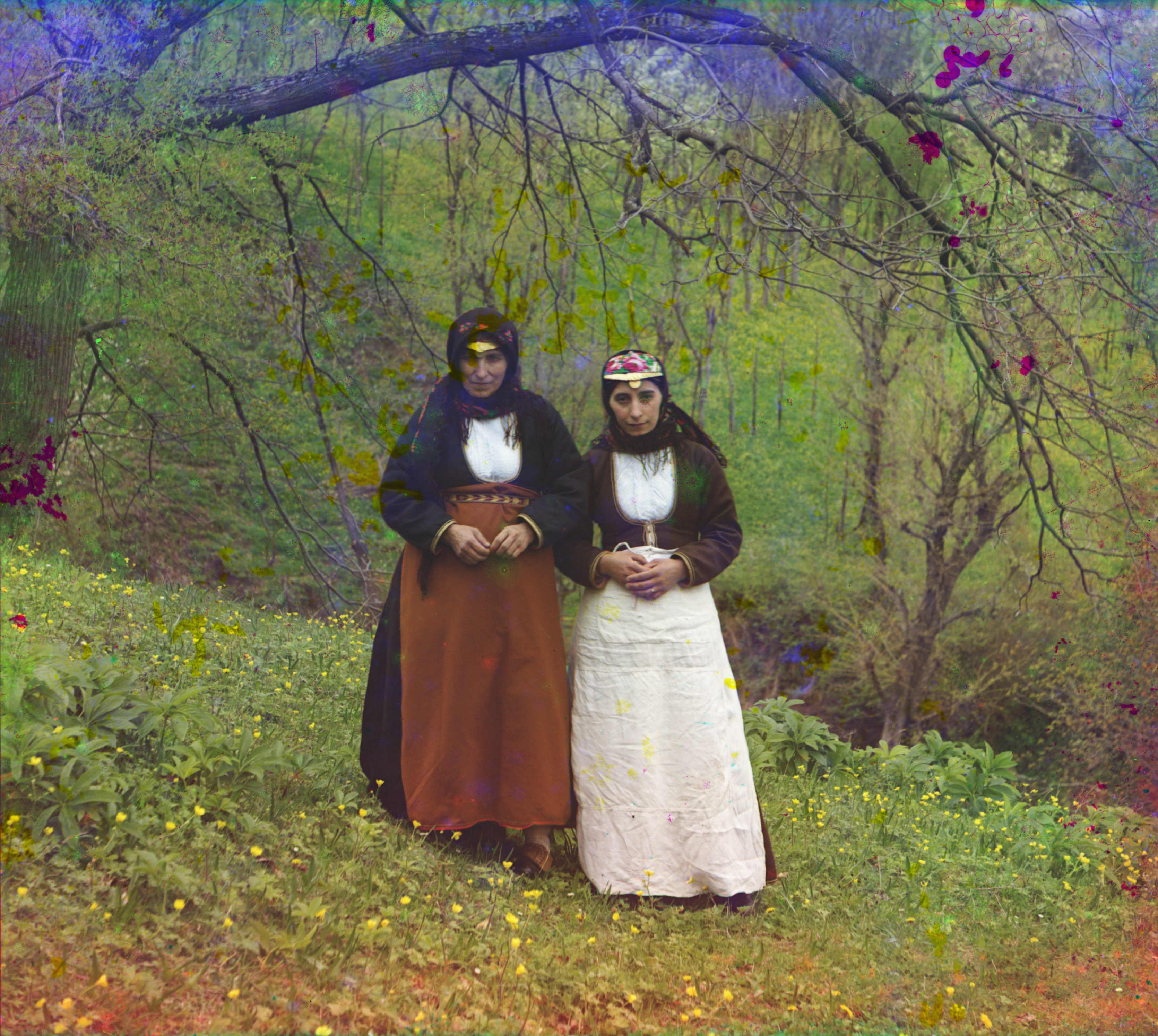
Армянки-католички из Артвина, фото Прокудина-Горского
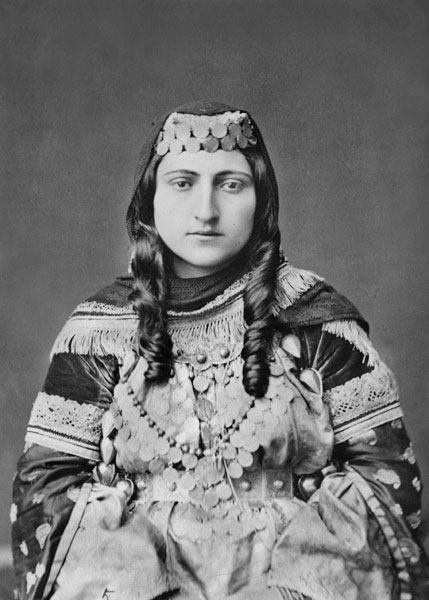
Шемахинская армянка в праздничном костюме, 1883 г.
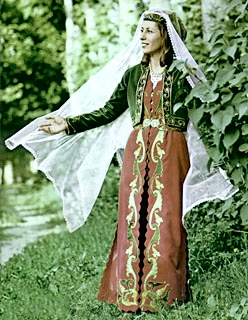
Наряд невесты
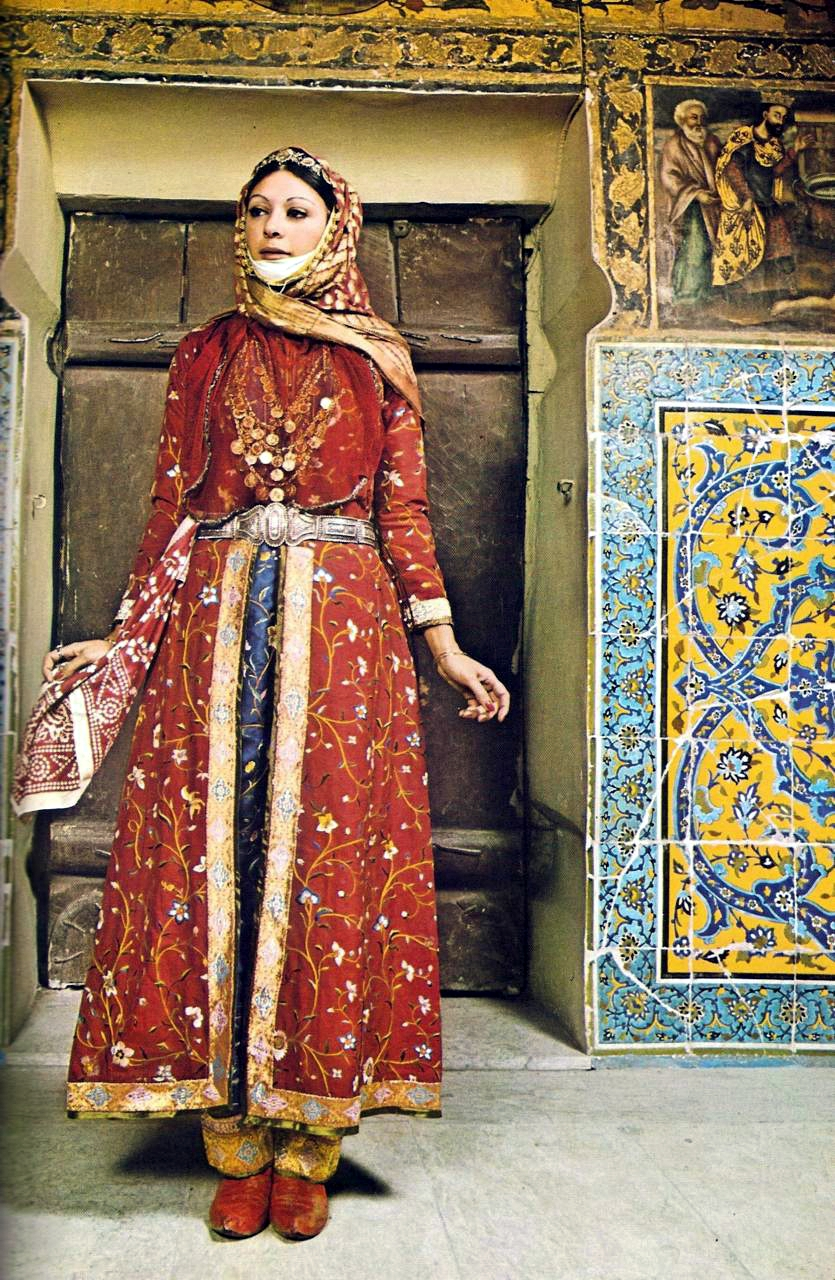
Армянский женский костюм, Исфахан (Иран)
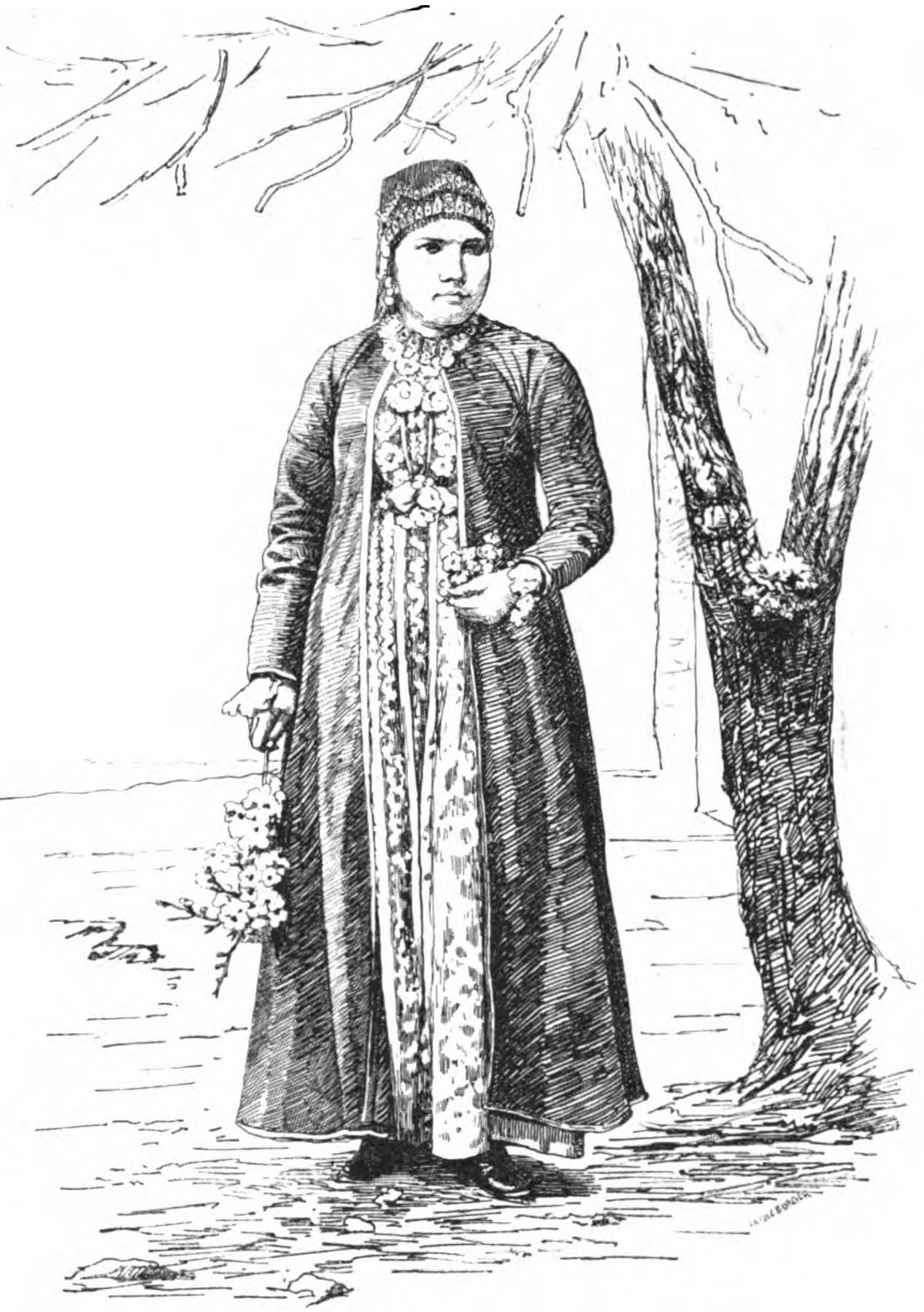
Ванская армянка, 1897
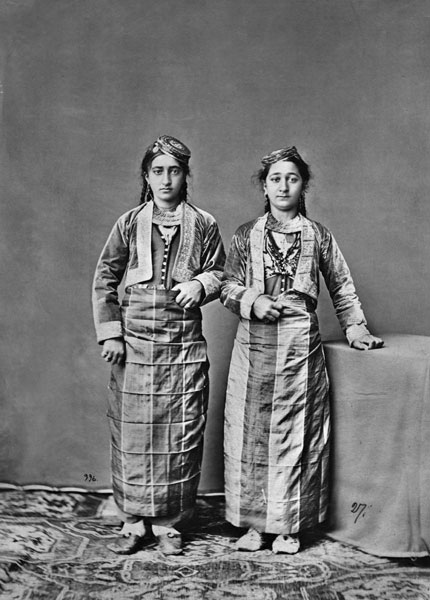
Армянки в коротких курточках и прямых юбках. 1881 г., фото Д. Н. Ермакова.